# سوني
شركة سوني (بالإنجليزية: Sony Corporation)‏ والمشهورة بالمنمنمة SONY هي شركة تكتل يابانية متعددة الجنسيات يقع مقرها الرئيسي في كونان في ميناتو في العاصمة طوكيو. تعمل الشركة كواحدة من أكبر الشركات المصنعة في العالم للمنتجات الالكترونية الاستهلاكية والمحترفة وأكبر شركة مشغلات ألعاب الفيديو وثاني أكبر ناشر لإلعاب الفيديو وثاني أكبر شركة تسجيلات فضلاً عن كونها واحدة من أكثر شركات الوسائط شمولاً كونها شركة أكبر تكتل إعلامي ياباني من حيث الحجم متجاوزًا الشركة العائلية جريدة يوميوري شيمبون القابضة وهي أكبر تكتل إعلامي ياباني من حيث الإيرادات.
تعد شركة سوني بحصتها السوقية البالغة 50 بالمائة في سوق مستشعرات الصور من بين رواد مبيعات أشباه الموصلات واعتبارًا من عام 2015 أصبحت خامس أكبر شركة لتصنيع التلفاز في العالم من خلال أرقام المبيعات السنوية. تعتبر شركة سوني أكبر لاعب في العالم في سوق التلفزيون المتميز وهو سوق لجهاز التلفاز الذي لا يقل عن قياس 55 بوصة بسعر أعلى من 2500 دولار.
إن شركة سوني هي الشركة القابضة لمجموعة سوني والتي تضم سوني للالكترونيات وسوني لحلول أنصاف النواقل وسوني بيكتشرز وسوني ميوزيك وسوني إنتراكتيف إنترتينمنت وسوني المالية القابضة وغيرها.
إن شعار الشركة الحالي هو كن متحركا (بالإنجليزية: Be Moved)‏. كانت شعاراتهم السابقة هي:
- الواحد والوحيد (بالإنجليزية: The One and Only)‏
- بين عام 1979وعام 1982
- إنها سوني (بالإنجليزية: It's a Sony)‏ بين عام 1982وعام 2005
- مثل لا أحد آخر (بالإنجليزية: like.no.other)‏ بين عام 2005 وعام 2009[23]
- إجعل يعتقد (بالإنجليزية: make.believe)‏ بين عام 2009 وعام 2013 .[24]

سوني لديها رابط ضعيف مع مجموعة شركات مجموعة سوميتومو ميتسوي المالية الخليفة لمجموعة شركات ميتسوي. إن شركة سوني موضوعة عل قائمة طوكيو للأوراق المالية (وهي جزء من الشركات المكونة لمؤشر نيكاي 225 ومؤشر توبكس كور 30 مع إدراج إضافي على شكل إيصالات الإيداع الأمريكية المدرجة في بورصة نيويورك (متداولة منذ عام 1970 مما يجعلها أقدم شركة يابانية تم إدراجها في بورصة أمريكية) ولقد احتلت المرتبة 122 في قائمة فورتشن غلوبال 500 لعام 2020.

## التاريخ

### طوكيو تسوشين كوجيو
بدأت شركة سوني في النهوض في أعقاب الحرب العالمية الثانية. في عام 1946 بدأ ماسارو إيبوكا متجرًا للإلكترونيات في شيروكيا وهو مبنى متجر متعدد الأقسام في منطقة نيهونباشي في طوكيو. وما مجموعه ثمانية موظفين. في 7 مايو 1946 انضم أكيو موريتا إلى إيبوكا ليؤسسان شركة طوكيو تسوشين كوجيو Tokyo Tsushin Kogyo (東京通信工業 Tōkyō Tsūshin < Kōgyō) والتي تعني شركة طوكيو لهندسة الاتصالات. قامت الشركة ببناء أول جهاز تسجيل في اليابان يسمى النمط - جي (بالإنجليزية: Type-G)‏. في عام 1958 غيرت الشركة اسمها إلى «سوني».

### الاسم
عندما كانت شركة طوكيو تسوشين كوجيو تبحث عن اسم بالحروف اللاتينية لاستخدامه في تسويق أنفسهم فكروا بشدة في استخدام الأحرف الأولى من اسمهم، TTK. إن السبب الرئيسي وراء عدم قيامهم بذلك هو أن شركة السكك الحديدية طوكيو كيوكو كانت تُعرف باسم TTK. استخدمت الشركة أحيانًا الاسم المختصر توتسوكو (بالإنجليزية: Totsuko)‏ في اليابان ولكن اكتشف موريتا أثناء زيارته للولايات المتحدة أن الأمريكيين يواجهون مشكلة في نطق هذا الاسم. اسم مبكر آخر تم تجربته لفترة من الوقت هو طوكيو تيليتيك حتى اكتشف أكيو موريتا أن هناك شركة أمريكية تستخدم الاسم تيليتيك (بالإنجليزية: Teletech)‏ بالفعل كاسم تجاري.
تم اختيار اسم سوني (بالإنجليزية: Sony)‏ للعلامة التجارية كمزيج من كلمتين: إحداهما كانت الكلمة اللاتينية " sonus " وهي أصل الصوت والصوت والأخرى كانت " sonny " وهو مصطلح في اللغة العامية الأمريكية شائع استخدم في الخمسينيات من القرن الماضي لمنادة الصبي الصغير. في اليابان في الخمسينيات من القرن الماضي كانت كلمة «أولاد سوني» (بالإنجليزية: sonny boys)‏ كلمة دخيلة على اللغة اليابانية والتي تشير ضمنيًا إلى الشباب الأذكياء والرائعين وهو ما اعتبره مؤسسا سوني أكيو موريتا وماسارو إيبوكا أنفسهما كذلك.
ظهر أول منتج يحمل علامة سوني التجارية في عام 1955 وهو راديو الترانزستور تي أر خمس وخمسون TR-55 ولكن اسم الشركة لم يتغير إلى سوني حتى يناير عام 1958.
في وقت التغيير كان من غير المعتاد للغاية أن تستخدم شركة يابانية الأحرف الرومانية لتهجئة اسمها بدلاً من كتابته بلغة كانجي. لم تكن هذه الخطوة خالية من المعارضة: كان لدى البنك الرئيسي لشركة TTK في ذلك الوقت المعروف باسم ميتسوي مشاعر قوية بشأن الاسم. لقد دفعوا للحصول على اسم مثل شركة سوني للصناعات الالكترونية (بالإنجليزية: Sony Electronic Industries)‏ وسوني تيليتك (بالإنجليزية: Sony Teletech)‏. على الرغم من ذلك كان أكيو موريتا حازمًا لأنه لم يكن يريد ربط اسم الشركة بأي صناعة معينة. في النهاية أعطى كل من إيبوكا ورئيس مجلس إدارة بنك ميتسوي موافقتهما.

### العولمة

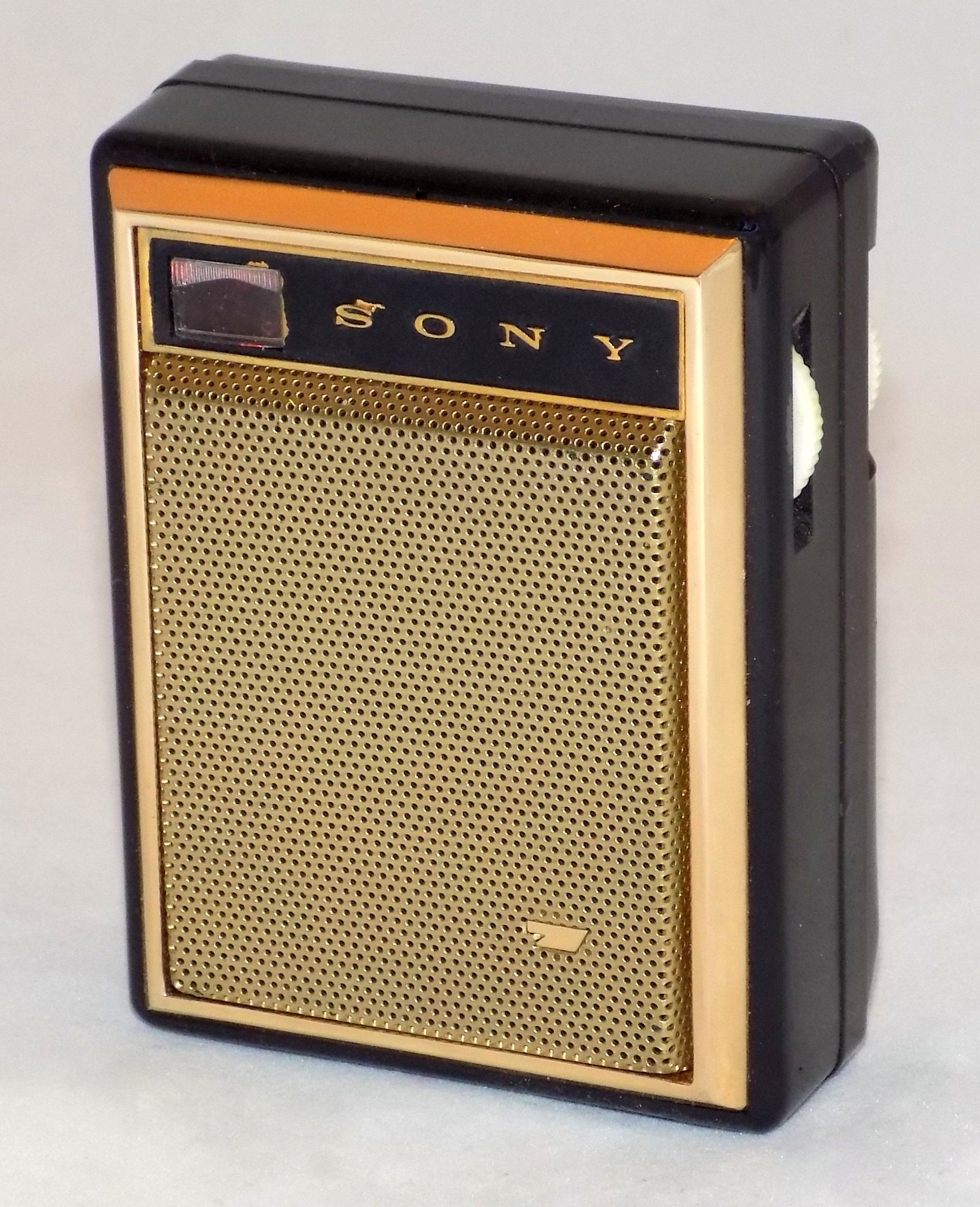
راديو ترانزستور سوني تي أر- سبعمائة وثلاثون TR-730 صنع في اليابان حوالي عام 1960

ووفقًا لما ذكره شيفر فإن راديو سوني تي أر- ثلاث وستون TR-63 «شكل فتحا في السوق الأمريكية وأطلق صناعة جديدة للإلكترونيات الدقيقة الاستهلاكية». بحلول منتصف الخمسينيات من القرن الماضي بدأ المراهقون الأمريكيون في شراء أجهزة راديو ترانزستور محمولة بأعداد ضخمة مما ساعد على دفع الصناعة الوليدة من حوالي 100000 وحدة في عام 1955 إلى 5 ملايين وحدة بنهاية عام 1968. [بحاجة لمصدر]
أسس أكيو موريتا وهو أحد مؤسسي شركة سوني شركة سوني الأمريكية وذلك في عام 1960. في هذه العملية صُدم بتنقل الموظفين بين الشركات الأمريكية وهو أمر لم يسمع به في اليابان في ذلك الوقت. عندما عاد إلى اليابان شجع الموظفين ذوي الخبرة في منتصف العمر في الشركات الأخرى على إعادة تقييم حياتهم المهنية والتفكير في الانضمام إلى سوني. شغلت الشركة العديد من المناصب بهذه الطريقة وألهمت الشركات اليابانية الأخرى أن تفعل الشيء نفسه. علاوة على ذلك لعبت سوني دورًا رئيسيًا في تطوير اليابان كمصدر قوي خلال الستينيات والسبعينيات والثمانينيات. كما ساعد على تحسين التصورات الأمريكية للمنتجات «المصنوعة في اليابان» بشكل ملحوظ. اشتهرت سوني بجودة إنتاجها وتمكنت من فرض أسعار أعلى من أسعار السوق للإلكترونيات الاستهلاكية الخاصة بها وقاومت خفض الأسعار.
في عام 1971 سلم ماسارو إيبوكا منصب الرئيس إلى مؤسسه المشارك أكيو موريتا. في عام 1979 قامت شركة سوني بإطلاق شركة تأمين على الحياة وهي واحدة من العديد من الشركات الملحقة بها. وسط ركود عالمي في أوائل الثمانينيات تراجعت مبيعات الإلكترونيات واضطرت الشركة إلى خفض الأسعار. انخفضت أرباح سوني بشكل حاد. وخلص أحد المحللين إلى أن «الأمر انتهى بالنسبة لسوني». وقال آخر إن سوني وضعت «ورائها أفضل أيام الشركة». في ذلك الوقت تقريبًا تولى نوريو أوغا منصب الرئيس. شجع على تطوير القرص المضغوط في السبعينيات والثمانينيات والبلاي ستيشن في أوائل التسعينيات. ذهب أوغا لشراء كولومبيا للتسجيلات في عام 1988 وكولومبيا بيكتشرز في عام 1989 مما أدى إلى توسيع تواجد سوني الإعلامي بشكل كبير. في عام 1989 قام أوغا بخلافة موريتا كرئيس تنفيذي.[بحاجة لمصدر] تحت ظل رؤية المؤسس المشارك أكيو موريتا وخلفائه توسعت الشركة بقوة في أعمال تجارية جديدة. كان جزء من دافعها للقيام بذلك هو السعي لتحقيق «التقارب» وربط الأفلام والموسيقى والإلكترونيات الرقمية عبر الإنترنت. أثبت هذا التوسع أنه غير مربح وبدون مقابل ويهدد قدرة سوني على فرض علاوة على منتجاتها بالإضافة إلى تهديد اسم علامتها التجارية. في عام 2005 حل هوارد سترينجر محل نوبويوكي إيدي كرئيس تنفيذي وهي المرة الأولى التي يدير فيها أجنبي شركة إلكترونيات يابانية كبرى. ساعد سترينجر في تنشيط الشركات الإعلامية المتعثرة للشركة وشجع الأفلام الرائجة مثل الرجل العنكبوت (بالإنجليزية: Spider-Man)‏ مع إلغاء 9000 وظيفة. كان سترينجر يأمل في بيع الأعمال الطرفية وتركيز الشركة مرة أخرى على الإلكترونيات. علاوة على ذلك كان يهدف إلى زيادة التعاون بين وحدات الأعمال والتي وصفها بأنها «صوامع» تعمل بمعزل عن بعضها البعض. في محاولة لتوفير علامة تجارية موحدة لعملياتها العالمية قدمت سوني شعارًا يُعرف باسم إجعل يعتقد (بالإنجليزية: make.believe)‏ بين عام 2009 وعام 2013 .[بحاجة لمصدر] 

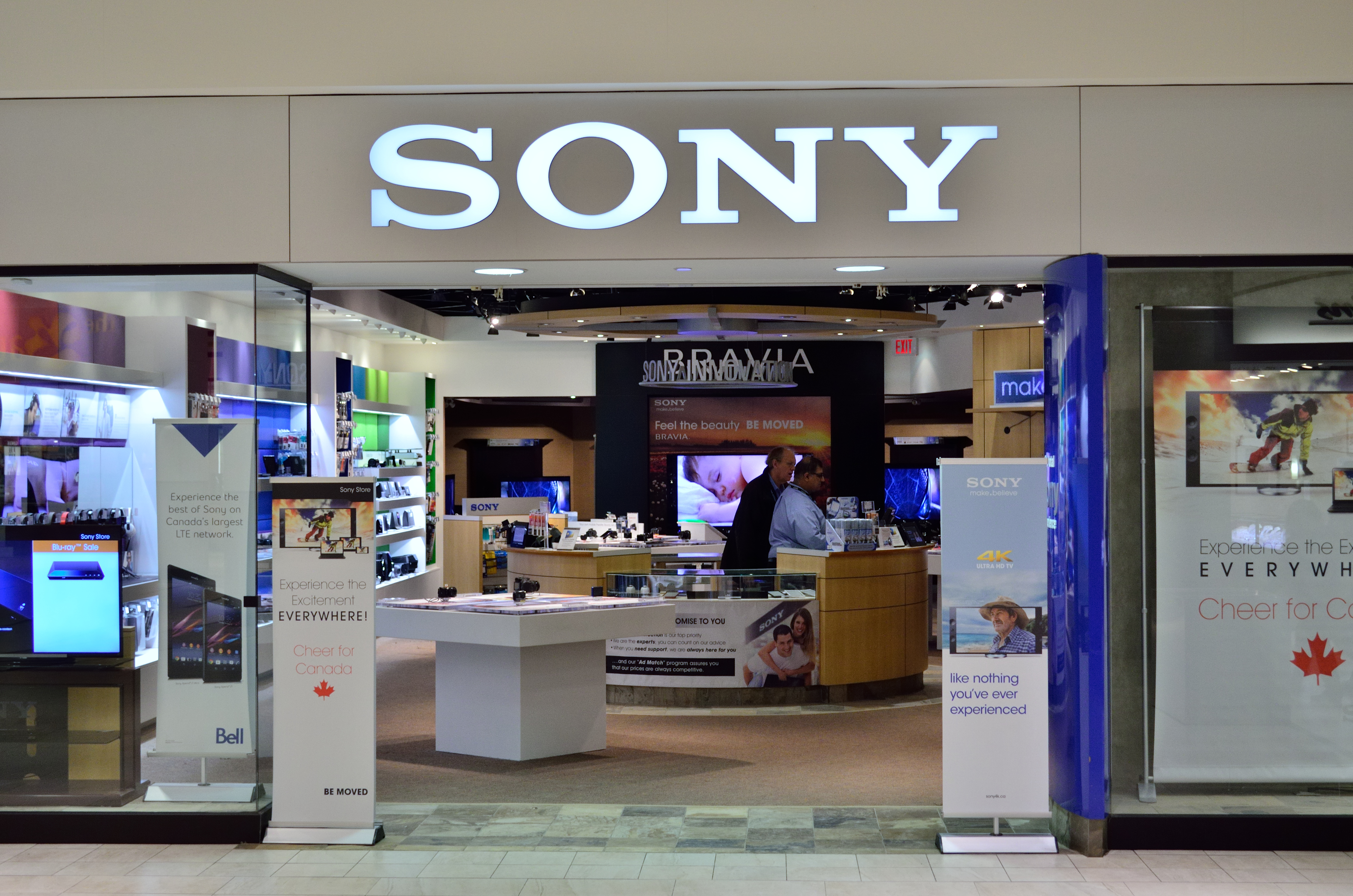
متجر سوني في مركز تسوق ماركفيل في كندا

على الرغم من بعض النجاحات واجهت الشركة صراعات مستمرة في منتصف العقد الأول من القرن الحادي والعشرين. في عام 2012 تمت ترقية كازو هيراي إلى رئيس ومدير تنفيذي ليحل محل سترينجر. بعد ذلك بوقت قصير أوجز هيراي مبادرته على مستوى الشركة المسماة «سوني الواحدة» (بالإنجليزية: One Sony)‏ وذلك لإحياء سوني من سنوات من الخسائر المالية وهيكل الإدارة البيروقراطية والتي ثبت صعوبة إنجازها على الرئيس التنفيذي السابق سترينجر ويرجع ذلك جزئيًا إلى الاختلافات في ثقافة العمل واللغات الأصلية بين سترينجروبعض الأقسام والشركات التابعة لشركة سوني اليابانية. حدد هيراي ثلاثة مجالات رئيسية للتركيز على أعمال الإلكترونيات الخاصة بشركة سوني والتي تشمل تكنولوجيا التصوير والألعاب وتكنولوجيا الهاتف المحمول فضلاً عن التركيز على تقليل الخسائر الكبيرة من أعمال التلفزيون.

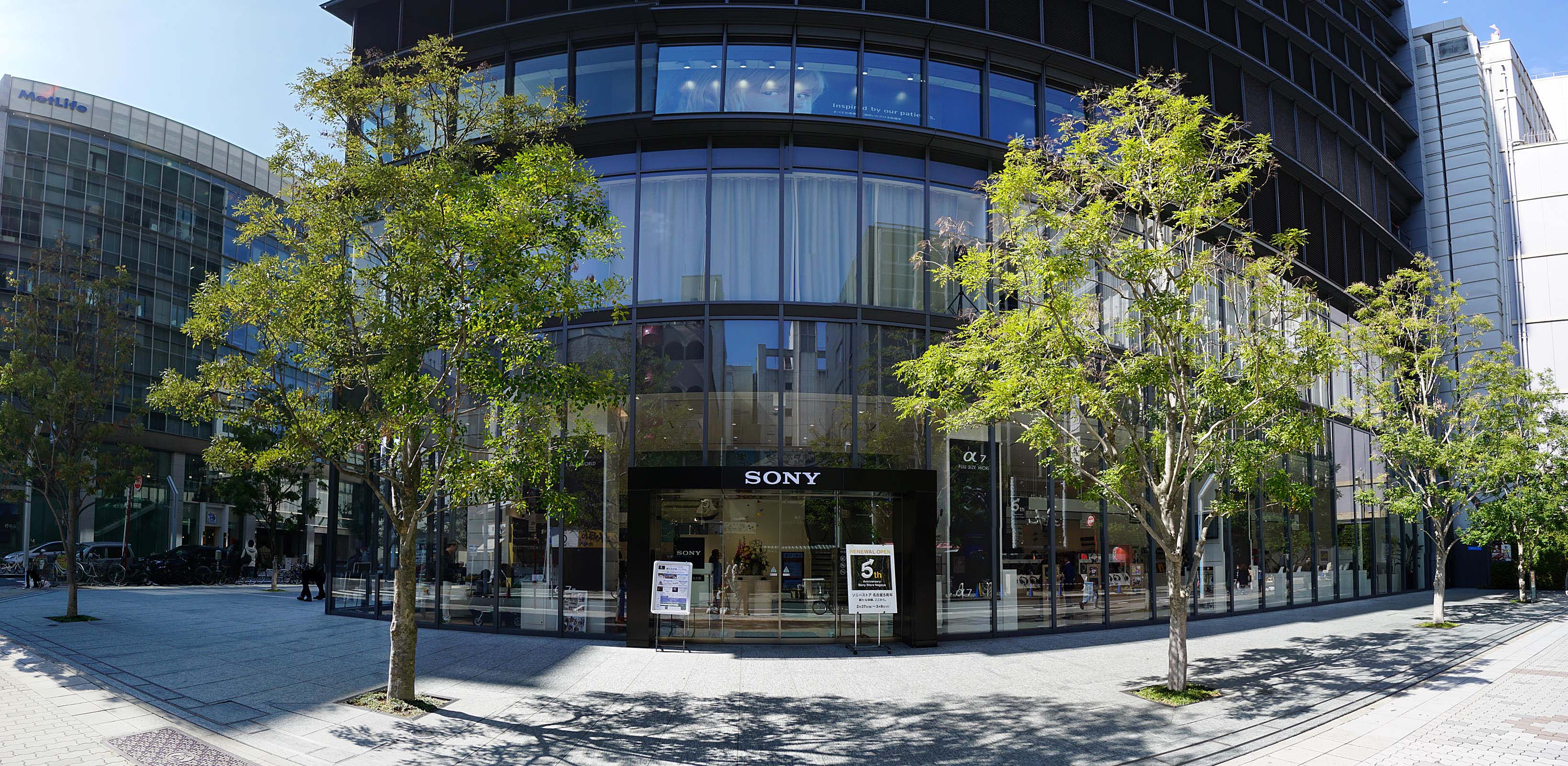
متجر سوني في ناغويا في اليابان

في فبراير 2014 أعلنت سوني بيع قسم أجهزة الكمبيوتر الشخصية فايو الخاص بها إلى شركة جديدة مملوكة من قبل صندوق الاستثمار والمعروفة باسم شركاء اليابان الصناعيون وتدوير قسم التلفزيون الخاص بها إلى شركتها الخاصة لجعلها أكثر ذكاءً لتحويل الوحدة من الخسائر السابقة التي بلغ مجموعها 7.8 مليار دولارًا على مدى عقد من الزمن. في وقت لاحق من ذلك الشهر أعلنت الشركة أنها ستغلق 20 متجرا تابعا لسوني. في أبريل أعلنت الشركة أنها ستبيع 9.5 مليون سهم في سكوير إنكس (ما يقرب من 8.2 بالمائة من إجمالي أسهم شركة اللعبة) في صفقة تبلغ قيمتها حوالي 48 دولارًا مليون. في مايو 2014 أعلنت الشركة أنها بصدد تشكيل مشروعين مشتركين مع مجموعة شنغهاي لؤلؤة الشرق للوسائط المتعددة لتصنيع وتسويق وحدات تحكم ألعاب بلاي ستيشن من سوني والبرامج المرتبطة بها في الصين.
في عام 2015 اشترت سوني أعمال مستشعرات الصور من توشيبا.
أفادت العديد من المنافذ الإخبارية في ديسمبر عام 2016 أن سوني كانت تفكر في إعادة هيكلة عملياتها في الولايات المتحدة من خلال دمج أعمالها في مجال التلفزيون والأفلام التي تقوم بها سوني بيكتشرز إنترتينمنت مع شركة الألعاب سوني إنتراكتيف إنترتينمنت. وفقًا للتقارير فإن إعادة الهيكلة هذه كانت ستضع شركة سوني بيكتشرز تحت إدارة أندرو هاوس الرئيس التنفيذي لشركة سوني إنتراكتيف على الرغم من أن هاوس لم يكن سيتولى العمليات اليومية لاستوديو الأفلام. وفقًا لأحد التقارير كان من المقرر أن تتخذ شركة سوني قرارًا نهائيًا بشأن إمكانية دمج أعمال التلفزيون والأفلام والألعاب بحلول نهاية السنة المالية في مارس من العام التالي (2017).
في عام 2017 باعت سوني أعمالها في مجال بطاريات أيون الليثيوم لشركة تصنيع موراتا.
في عام 2019 قامت شركة سوني بدمج أعمالها الخاصة بالهواتف المحمولة والتلفزيون والكاميرا.
في 1 أبريل 2020 تم تأسيس شركة شركة سوني للالكترونيات كشركة قابضة وسيطة لتمتلك وتشرف على أعمال حلول الالكترونيات وتكنولوجيا المعلومات.
في 19 مايو 2020 أعلنت الشركة أنها ستعيد تسمية شركة مجموعة سوني اعتبارًا من 1 أبريل 2021. بعد ذلك سيتم إعادة تسمية شركة سوني للالكترونيات إلى شركة سوني. في نفس اليوم أعلنت الشركة أنها ستحول شركة سوني المالية القابضة والتي تمتلك سوني بالفعل ما مقداره 65.06٪ من الأسهم فيها إلى شركة تابعة مملوكة بالكامل لها من خلال عرض شراء.

## التنسيقات والتقنيات
اشتهرت شركة سوني تاريخياً بوضع معاييرها الداخلية الخاصة بها لتقنيات التسجيل والتخزين الجديدة بدلاً من اعتماد معايير جهات التصنيع وهيئات المعايير الأخرى. قدمت سوني (سواء بمفردها أو مع الشركاء) العديد من تنسيقات التسجيل الأكثر شيوعًا بما في ذلك القرص المرن مقاس 3.5 بوصة والقرص المضغوط وأقراص الشعاع الأزرق (بالإنجليزية: Blu-ray)‏.

### تسجيل الفيديو
قدمت سوني يو-ماتيك أول تنسيق فيديو كاسيت في العالم في عام 1971 كن المعيار لم يكن شائعًا للاستخدام المحلي بسبب السعر المرتفع. أطلقت الشركة لاحقًا تنسيق بيتاماكس في عام 1975. شاركت سوني في حرب تنسيق أشرطة الفيديو في أوائل الثمانينيات عندما كانت تقوم بتسويق نظام بيتاماكس لمسجلات أشرطة الفيديو مقابل تنسيق في إتش إس الذي طورته الشركة اليابانية جيه في سي. في النهاية اكتسبت جيه في سي كتلة حاسمة في قاعدة السوق وأصبحت المعيار العالمي لأجهزة مسجل الفيديو للمستهلكين.
إن بيتاماكس المخصصة لجميع الأغراض العملية هي شكل قديم. تم استخدام تنسيق مكون فيديو احترافي من سوني يسمى بيتاكام والذي تم اشتقاقه من بيتاماكس عام 2016 عندما أعلنت شركة سوني أنها ستوقف إنتاج جميع مسجلات ومشغلات أشرطة الفيديو بقياس 1/2 بوصة بما في ذلك تنسيق بيتاكام الرقمي.
في عام 1985 أطلقت سوني منتجاتها الكاميرا المحمولة باليد (بالإنجليزية: Handycam)‏ وصيغة الفيديو 8 ملم. أصبحت صيغة الفيديو 8 ملم وتنسيق هاي ثمانية (بالإنجليزية: Hi8)‏ التابع لها شائعًا في سوق كاميرات الفيديو الاستهلاكية. في عام 1987 أطلقت سوني شريط دات 4 ملم (بالإنجليزية: 4 mm DAT)‏ أو الشريط الصوتي الرقمي كمعيار جديد لشريط الصوت الرقمي.

### شاشة العرض المرئي
حصلت شركة سوني على براءة اختراع الخاصة بها لشاشات ترينيترون (بالإنجليزية: Trinitron)‏ حتى عام 1996.
طرحت سوني شاشة تريلومينوس (بالإنجليزية: Triluminos)‏ وهي تقنية تعزيز إنتاج الألوان الخاصة بالشركة في عام 2004 والتي ظهرت في أول التلفزيونات ذات شاشات الكريستال السائل LCD مع إضاءة الخلفية باستخدام الصمام الثنائي الباعث للضوء LED في العالم. تم استخدام شاشة تريلومينوس على نطاق واسع في منتجات سوني الأخرى أيضًا بما في ذلك شاشات الكمبيوتر وأجهزة الكمبيوتر المحمولة والهواتف الذكية. في عام 2013 أصدرت شركة سوني خطًا جديدًا من أجهزة التلفزيون مع نسخة محسنة من التكنولوجيا والتي تضمنت النقاط الكمومية في نظام الإضاءة الخلفية. إن ذلك الامر كان أول استخدام تجاري للنقاط الكمومية.
في عام 2012 كشفت الشركة عن نموذج أولي لشاشة تعمل بنظام الألوان الأحمر والأخضر والأزرق RGB مع استخدام ثنائي باعث للضوء LED متناهية الصغر والتي يطلق عليها اسم شاشة العرض الكريستالية باستخدام الصمام الثنائي الباعث للضوء (بالإنجليزية: Crystal LED Display)‏.

### تسجيل الصوت

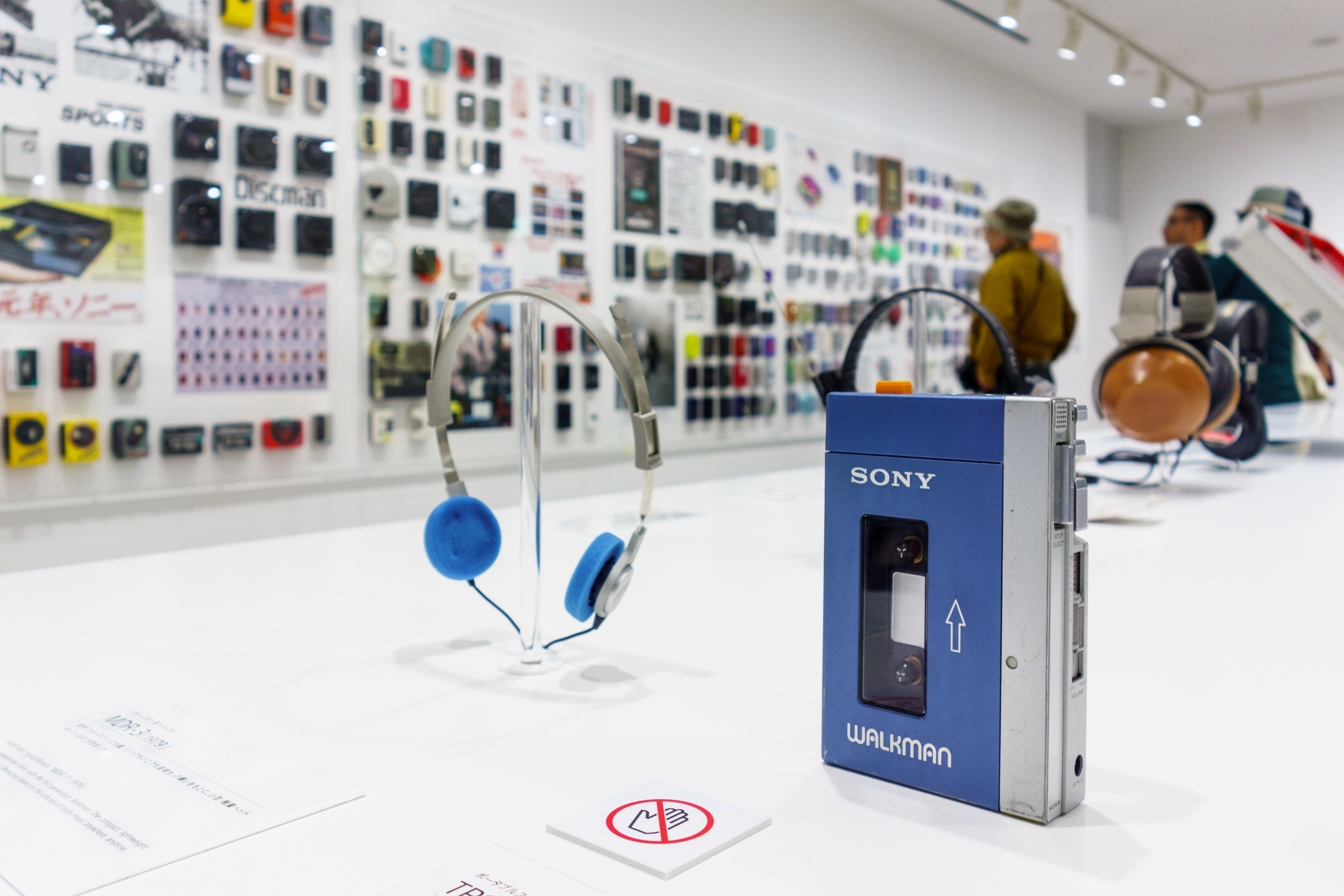
أول جهاز سوني ووكمان موديل TPS-L2 من عام 1979 (المعروض في مبنى سوني في جينزا في تشو كو في العاصمة طوكيو)

استخدمت سوني تنسيق الشريط السمعي المضغوط في العديد من مسجلات الأشرطة ومشغلاتها بما في ذلك الوكمان، أول مشغل موسيقى محمول في العالم. قدمت سوني تنسيق ميني ديسك (بالإنجليزية: MiniDisc)‏ في عام 1992 كبديل للكاسيت المضغوط الرقمي الخاص بشركة فيليبس وكخلف للكاسيت المضغوط. منذ تقديم ميني ديسك حاولت سوني الترويج لتقنيات ضغط الصوت الخاصة بها تحت العلامة التجارية أتراك ATRAC (والتي تعني تحويل الترميز الصوتي التكيفي) مقابل تقنية إم بي ثري MP3 الأكثر استخدامًا. حتى أواخر عام 2004 لم يدعم خط وكمان الشبكة التابع لشركة سوني الخاص بمشغلات الموسيقى الرقمية المحمولة معيار MP3 بشكل أصيل.
في عام 2004 قامت سوني ببناء تنسيق ميني ديسك بإصدار تنسيق هاي - إم دي (بالإنجليزية: Hi-MD)‏. يسمح هاي - إم دي بتشغيل وتسجيل الصوت على أقراص هاي - إم دي التي تم طرحها حديثًا بسعة 1 جيجا بايت بالإضافة إلى التشغيل والتسجيل على أقراص ميني ديسك العادية. بالإضافة إلى حفظ الصوت على الأقراص يسمح تنسيق هاي - إم دي بتخزين ملفات الكمبيوتر مثل المستندات ومقاطع الفيديو والصور.

### ترميز الصوت
في عام 1993 تحدت سوني تنسيق الصوت المحيطي دولبي ديجيتال 5.1 القياسي في الصناعة باستخدام تنسيق صوت رقمي أحدث وأكثر تقدمًا لصور الحركة الرقمية يسمى الصوت الرقمي الديناميكي من سوني (بالإنجليزية: SDDS)‏. استخدم هذا التنسيق ثماني قنوات (7.1) من الصوت مقابل ست قنوات فقط مستخدمة في دولبي ديجيتال 5.1 في ذلك الوقت. في النهاية طغت تقنية الصوت الرقمي الديناميكي من سوني إلى حد كبيرعلى نظام المسرح الرقمي (بالإنجليزية: DTS)‏ المفضل ومعايير دولبي ديجيتال في صناعة الصور المتحركة. تم تطوير تقنية الصوت الرقمي الديناميكي من سوني فقط للاستخدام في دائرة المسرح ولم تنوي سوني مطلقًا تطوير إصدار للمسرح المنزلي من تقنية الصوت الرقمي الديناميكي الخاص بها.
طورت شركة سوني وشركة فيليبس بشكل مشترك تنسيق الواجهة الرقمية المسمى واجهة سوني / فيليبس الرقمية (بالإنجليزية: S / PDIF)‏ ونظام القرص الصوتي عالي الدقة (بالإنجليزية: SACD)‏. أصبح الأخير راسخًا في حرب تنسيق مع القرص الرقمي متعدد الاستخدامات - الصوتي (بالإنجليزية: DVD-Audio)‏. ومع ذلك لم يكتسب أي منهما موطئ قدم كبير مع عامة الناس. كان المستهلكون يفضلون الأقراص المضغوطة نظرًا لوجود محركات الأقراص المضغوطة في كل مكان في الأجهزة الاستهلاكية حتى أوائل العقد الأول من القرن الحادي والعشرين عندما أصبحت خدمة مشغلات الوسائط المحمولة آي بود (بالإنجليزية: iPod)‏ وخدمات البث متاحة.

### التخزين الضوئي

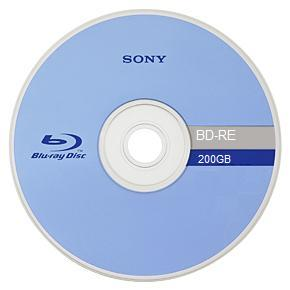
الجانب الأمامي من قرص الشعاع الأزرق الخاص بسوني Sony Blu-ray ذو سعة 200 جيغا بايت

عرضت شركة سوني قرصًا صوتيًا رقميًا بصريًا في عام 1977 وسرعان ما تعاونت مع فيليبس المنافس الرئيسي الآخر لتقنية التخزين لإنشاء معيار عالمي. في عام 1983 أعلنت الشركتان بشكل مشترك عن القرص المضغوط (بالإنجليزية: CD)‏. في عام 1984 أطلقت شركة سوني سلسلة ديسكمان وهي امتداد لعلامة وكمان التجارية لتشمل مشغلات الأقراص المضغوطة المحمولة. بدأت شركة سوني في تحسين أداء وقدرة الشكل الجديد. أطلقت أقراصًا ضوئية للكتابة مرة واحدة (بالإنجليزية: write-once optical discs (WO))‏ وأقراص مغناطيسية ضوئية بحجم 125 ميغا بايت للاستخدام المحدد لتخزين البيانات الأرشيفية في عامي 1986 و 1988 على التوالي.
في أوائل التسعينيات تم تطوير معيارين للتخزين البصري عالي الكثافة: المعيار الأول كان القرص المضغوط متعدد الوسائط (بالإنجليزية: MultiMedia Compact Disc (MMCD))‏ بدعم من فيليبس وسوني والمعيار الآخر كان القرص فائق الكثافة (بالإنجليزية: Super Density Disc (SD))‏ بدعم من توشيبا والعديد من الشركات الأخرى. تخلت فيليبس وسوني عن تنسيق القرص المضغوط متعدد الوسائط الخاصين بهما واتفقا على تنسيق القرص فائق الكثافة من توشيبا بتعديل واحد فقط. كان يسمى تنسيق القرص الموحد دي في دي (بالإنجليزية: DVD)‏ وتم تقديمه في عام 1997.
كانت سوني واحدة من المطورين الرائدين لتنسيق قرص الشعاع الأزرق الضوئي (بالإنجليزية: Blu-ray)‏ وهو أحدث معيار لتسليم المحتوى المستند إلى الأقراص. أصبحت مشغلات قرص الشعاع الأزرق الضوئي الأولى متاحة تجاريًا في عام 2006. ظهر التنسيق كمعيار للوسائط عالية الدقة على التنسيق المنافس أقراص الفيديو الرقمية فائقة الدقة عالية الدقة من توشيبا بعد حرب تنسيق قرص ضوئي عالي الدقة لمدة عامين.
تعتمد أجهزة الاتصال بالليزر من سوني للأقمار الصناعية الصغيرة على التقنيات المطورة لمنتجات الشركة من الأقراص الضوئية.

### التخزين على الأقراص
في عام 1983 قدمت سوني الأقراص المرنة الصغيرة بقطر 90 مم والمعروفة باسم الأقراص المرنة 3.5 بوصة (89 مـم) التي تم تطويرها في وقت كانت فيه الأقراص المرنة 4 بوصة منتشرة مع وجود العديد من الاختلافات بين الشركات المختلفة ولتحل محل الأقراص المرنة التي كانت قائمة آنذاك 5.25 بوصة. حققت سوني نجاحًا كبيرًا وأصبح التنسيق مهيمنًا. أصبحت الأقراص المرنة مقاس 3.5 بوصات قديمة بشكل تدريجي حيث تم استبدالها بتنسيقات الوسائط الحالية. كانت شركة سوني قد استحوذت على أكثر من 70 بالمائة من السوق عندما قررت سحب الدعم عن هذا التنسيق في عام 2010.

### الذاكرة المتنقلة
في عام 1998 أطلقت سوني تنسيق شريحة ذاكرة وهي بطاقات ذاكرة وميضية من أجل استخدامها في خطوط سوني للكاميرات الرقمية ومشغلات الموسيقى المحمولة. لم تشهد سوى القليل من الدعم خارج منتجات سوني الخاصة حيث اكتسبت البطاقات الرقمية الآمنة (بالإنجليزية: Secure Digital cards (SD))‏ شعبية أكبر بكثير. قامت سوني بإجراء تحديثات على تنسيق شريحة ذاكرة باستخدام شريحة ذاكرة الثنائية وشريحة الذاكرة الدقيقة.

### الاتصالات
قدمت سوني تقنية فيليكا وهي تقنية البطاقة الممغنطة غير التلامسية والتي تُستخدم بشكل أساسي في الدفع بدون تلامس كنتيجة للتطوير المشترك للشركة وتسويقها لنظام الاتصال قريب المدى (بالإنجليزية: Near-Field Communication (NFC))‏ بالتعاون مع فيليبس. يتم تقديم المعيار إلى حد كبير في شكلين إما شرائح مدمجة في الهواتف الذكية أو بطاقات بلاستيكية بها شرائح مدمجة فيها. تخطط سوني لتطبيق هذه التقنية في أنظمة القطارات عبر آسيا.
في عام 2019 أطلقت سوني التريس (بالإنجليزية: ELTRES)‏ وهو معيار الاتصالات اللاسلكية واسعة النطاق منخفضة الطاقة (بالإنجليزية: LPWAN)‏ الخاص بالشركة.

## وحدات العمل
تشتهر سوني بمنتجاتها الإلكترونية وتقدم مجموعة متنوعة من خطوط الإنتاج في العديد من المجالات. في ذروتها أطلق عليها اسم «أخطبوط الشركات» بسبب مشاريعها المترامية الأطراف من التأمين الخاص إلى المواد الكيميائية إلى مستحضرات التجميل والتسوق من المنزل إلى الطعام الفرنسي المشترك في طوكيو ناهيك عن أعمالها الأساسية مثل الإلكترونيات والترفيه. حتى بعد التخلص من العديد من وحدات الأعمال بما في ذلك شركة سوني للكيماويات وشركة فايو للكمبيوترات الشخصية لا تزال سوني تدير أعمالًا متنوعة.
اعتبارًا من عام 2020 تم تنظيم سوني في قطاعات الأعمال التالية: خدمات الألعاب والشبكات والموسيقى والصور ومنتجات وحلول الإلكترونيات وحلول التصوير والاستشعار والخدمات المالية وغيرها. عادة يحتوي كل قطاع أعمال على عدد قليل من الشركات القابضة الوسيطة المقابلة التي يتم بموجبها دمج جميع الأعمال ذات الصلة مثل شركة كولومبيا للتسجيلات التي تعد جزءًا من مجموعة سوني للترفيه الموسيقي وهي شركة فرعية وفي الوقت نفسه شركة قابضة لأعمال الموسيقى الخاصة بشركة سوني جنبا إلى جنب مع شركة سوني للترفيه الموسيقي اليابانية.

### منتجات وحلول الإلكترونيات

#### شركة سوني للإلكترونيات

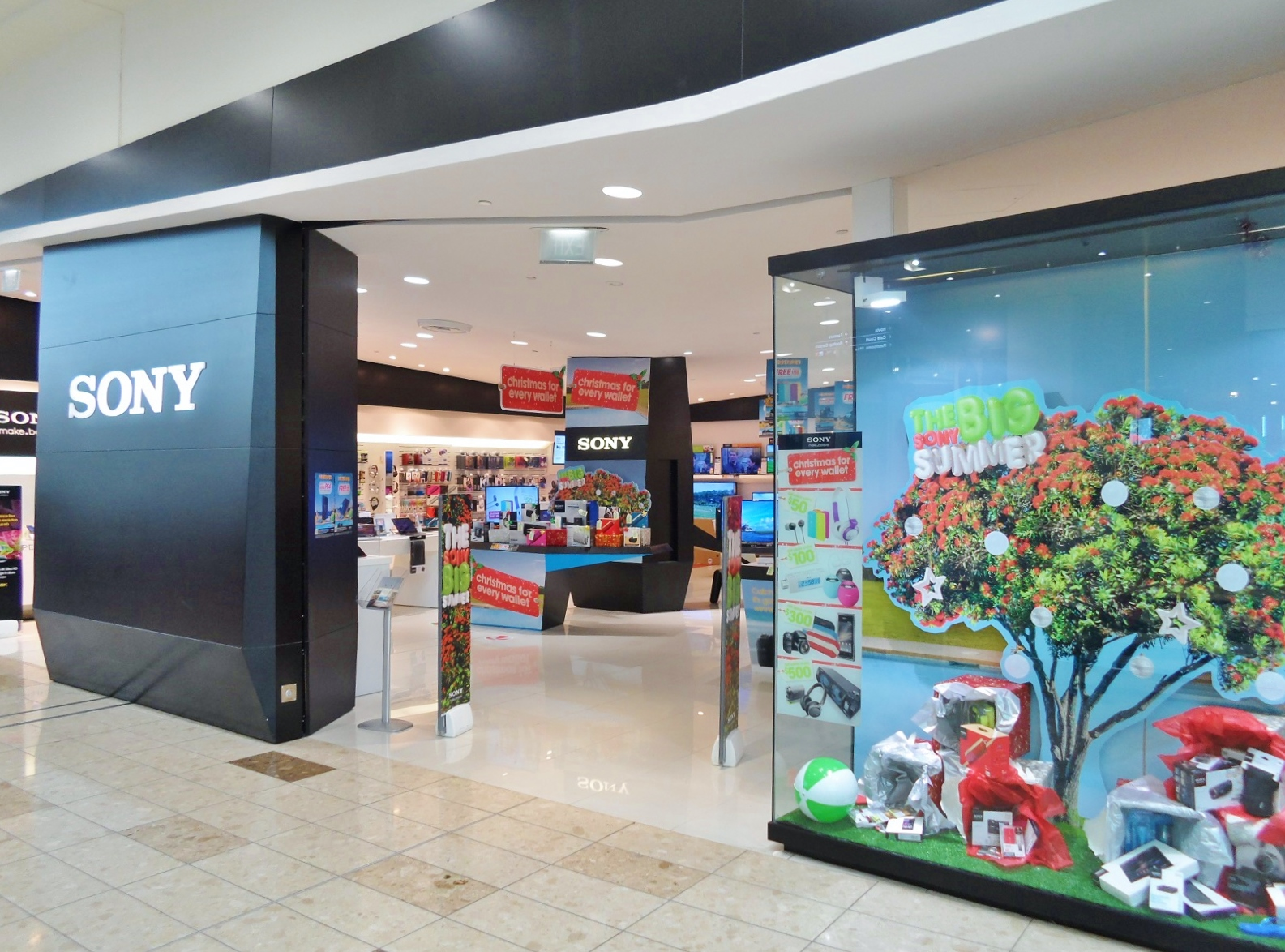
سوني في مركز تسوق ويستفيلد ريكارتون في كرايستشيرش في نيوزيلندا

إن شركة سوني للإلكترونيات (والتي ستصبح ثاني تجسيد لشركة سوني في عام 2021) هي وحدة أعمال الإلكترونيات التابعة لمجموعة سوني. تقوم شركة سوني للإلكترونيات في المقام الأول بتخطيط الأعمال الإستراتيجية للمجموعة والبحث والتطوير والتخطيط والتصميم والتسويق للمنتجات الإلكترونية.

#### الصوتيات
أصدرت شركة سوني أول مشغل موسيقى محمول في العالم المعروف باسم الوكمان في عام 1979 المزودة بسماعات الرأس من طراز MDL-3L2. عزز هذا الخط تغييرًا أساسيًا في عادات الاستماع للموسيقى من خلال السماح للأشخاص بحمل الموسيقى معهم والاستماع إلى الموسيقى من خلال سماعات رأس خفيفة الوزن. تم استخدام علامة وكمان التجارية في الأصل للإشارة إلى مشغلات كاسيت الصوت المحمولة وقد تم تبنيها على نطاق واسع من قبل الشركة لتشمل مشغلات الصوت والفيديو الرقمية المحمولة بالإضافة إلى مجموعة من هواتف الموبايل سوني أريكسون السابقة. في حالة مشغلات الأقراص الضوئية تم استخدام ماركة ديسكمان حتى أواخر التسعينيات. في عام 1999 تم تقديم أول مشغلات صوت رقمية محمولة من سوني كان أحدهما مشغل أصوات يستخدم وحدة تخزين عبارة عن شريحة ذاكرة والتي أنشأها قسم وكمان والآخر كان مشغلًا أصغر حجمًا بحجم القلم مع شريحة ذاكرة مدمجة للتخزين أنشأها قسم فايو وكلاهما مصحوب بتقنية حماية حقوق التأليف والنشر أوبن إم جي (بالإنجليزية: OpenMG)‏ من سوني وبرامج الكمبيوتر لنقل الموسيقى
تعد سوني شركة كبرى لتصنيع المنتجات الصوتية وأحد رواد تكنولوجيا التحكم النشط في الضوضاء.

#### الفيديو

شعار تلفزيون برافيا وهو يشير إلى الأحرف الأولى من العبارة «البنية المعمارية البصرية والصوتية المدمجة ذات الوضوح الأفضل» B est R esolution A udio V isual I ntegrated a rchitecture.

أنتجت شركة سوني التلفزيون المعروف باسم TV8-301 وهو أول تلفزيون ترانزيستور في العالم في عام 1959. في عام 1968 قدمت الشركة اسم العلامة التجارية ترينيترون (بالإنجليزية: Trinitron)‏ لخطوطها من تلفزيونات أنبوب الأشعة المهبطية ذات فتحات التهوية و بعد ذلك شاشات الحواسيب. أوقفت شركة سوني إنتاج ترينيترون لمعظم الأسواق لكنها استمرت في إنتاج مجموعات لأسواق مثل باكستان وبنغلاديش والصين. أوقفت شركة سوني سلسلة شاشات الكمبيوتر ترينيترون في عام 2005. أوقفت الشركة آخر جهاز تلفزيوني قائم على ترينيترون في الولايات المتحدة في أوائل عام 2007. شكلت نهاية ترينيترون نهاية أجهزة التلفزيون والشاشات التناظرية من سوني.
استخدمت سوني اسم إل سي دي فيغا (بالإنجليزية: LCD WEGA)‏ لأجهزة التلفزيون ذات شاشة العرض البلوري السائل الخاصة بها حتى صيف 2005. ثم قدمت الشركة اسم برافيا (بالإنجليزية: BRAVIA)‏. إن برافيا هي علامة تجارية داخلية مملوكة لشركة سوني وتنتج أجهزة تلفزيون ذات شاشة العرض البلوري السائل عالية الدقة وأجهزة عرض تلفزيونية وأجهزة عرض أمامية ودور سينما منزلية ومجموعة مسرح منزلي برافيا. تحمل جميع أجهزة التلفزيون ذات شاشة العرض البلوري السائل شاشة مسطحة عالية الدقة من سوني في أمريكا الشمالية مع وجود شعار برافيا منذ عام 2005. في عام 2006 فقدت سوني حصتها السوقية رقم 1 التي استمرت لعقود طويلة في سوق التلفزيون العالمي. في نوفمبر 2007 تم إطلاق تلفزيون سوني XEL-1 وهو أول تلفزيون يعمل بتقنية الثنائي العضوي الباعث للضوء (بالإنجليزية: OLED)‏ وتصنيعه لمدة عامين. في وقت لاحق من عام 2013 عرضت سوني أول تلفزيون يعمل بتقنية الثنائي العضوي الباعث للضوء بدقة فور كيه (بالإنجليزية: 4K)‏. اعتبارًا من عام 2012 كانت سوني هي ثالث أكبر شركة لتصنيع أجهزة التلفزيون في العالم وكانت وحدة الأعمال غير مربحة لمدة ثماني سنوات متتالية. منذ عام 2011 بدأت سوني في إعادة هيكلة أعمالها التلفزيونية الخاسرة وذلك بشكل أساسي عن طريق تقليص حجم وحدات الأعمال والاستعانة بمصادر خارجية لتصنيع لوحات العرض لشركات مثل شركة شارب اليابانية وإل جي ديسبلاي وإلكترونيات سامسونج. في ديسمبر 2011 وافقت شركة سوني على بيع كل حصتها في المشروع المشترك مع شركة إلكترونيات سامسونج (شركة إس-إل سي دي الكورية الجنوبية) مقابل 940 مليون دولار أمريكي. في 28 مارس 2012 أعلنت كل من سوني وشارب أنهما اتفقتا على إجراء مزيد من التعديلات على اتفاقية المشروع المشترك التي تم تنفيذها في الأصل من قبل الطرفين في يوليو 2009 بصيغتها المعدلة في أبريل 2011 لتأسيس وتشغيل مؤسسة منتجات شارب لأجهزة العرض وهو مشروع مشترك لإنتاج وبيع لوحات ووحدات شاشات العرض البلوري السائلة كبيرة الحجم. تم إنهاء الاتفاقية في النهاية بسبب طرق سوني المنفصلة عن شارب. تم تفكيك فرع أعمال شاشات العرض البلوري السائل صغير الحجم من سوني ووحدة أعمال الشاشات التي تعمل بتقنية الثنائي العضوي الباعث للضوء ذات الحجم المتوسط إلى الكبيرة وأصبحت جزءًا من شركة يابان ديسبلي وشركة جوليد (بالإنجليزية: JOLED)‏ على التوالي.
في عام 2017 أطلقت سوني التلفزيونات التي تعمل بتقنية التي تعمل بتقنية الثنائي العضوي الباعث للضوء تحت العلامة التجارية برافيا (بالإنجليزية: BRAVIA)‏.
أيضًا باعت سوني مجموعة من الأشرطة والأقراص والمسجلات والمشغلات لتنسيقات كاسيت الفيديو وقارئ الدي في دي والبلو راي لعقود.

#### التصوير الفوتوغرافي والفيديو
تقدم سوني مجموعة واسعة من الكاميرات الرقمية. إن طرازاتها التي تعتمد على تقنية أشر-التقط قد أطلق عليها اسم سايبر- شوت في حين أن الكاميرات الرقمية ذات العدسة الأحادية العاكسة أصبحت تحمل علامة سوني ألفا. كما أنها تنتج كاميرات الحركة وكاميرات الفيديو حيث تباع منتجات كاميرات الشركة السينمائية الخاصة بالأفلام الرقمية تحت اسم سينالتا (بالإنجليزية: CineAlta)‏.
عرضت شركة سوني نموذجًا أوليًا من سوني مافيكا في عام 1981 وأصدرته للسوق الاستهلاكية في عام 1988. تم تقديم أول كاميرا سايبر- شوت في عام 1996. انخفضت حصة سوني في سوق الكاميرات الرقمية من 20٪ إلى 9٪ بحلول عام 2005.
دخلت سوني سوق الكاميرات الرقمية أحادية العدسة العاكسة في عام 2006 عندما استحوذت على أعمال الكاميرات في شركة كونيكا مينولتا. أعادت شركة سوني تسمية خط كاميرات الشركة ليصبح خط سوني ألفا الخاص بها. إن شركة سوني هي ثالث أكبر شركة مصنعة للكاميرات في العالم بعد شركة كانون وشركة نيكون على التوالي.
في عام 2010 قدمت سوني أول كاميرا بدون مرآة بعدسة قابلة للتغيير (بالإنجليزية: (MILC) Mirrorless interchangeable-lens camera)‏ والتي كانت كاميرا إن إيه اكس 3 وكاميرا إن إيه اكس 5. لقد بدأت سوني أيضًا نظامًا جديدًا لتركيب العدسة والذي أطلق عليه اسم إيه - ماونت. كان هناك عدد غير قليل من طرازات إن إيه اكس عندما قررت شركة سوني صهر سلسلة إن إيه اكس في سلسلة سوني إلفا. كانت أول كاميرا رقمية ذات عدسة أحادية عاكسة سوني إلفا (بالإنجليزية: Alpha MILC)‏ هي كاميرا سوني إلفا 3000 والذي تم تقديمها في أغسطس 2013. تبع ذلك كاميرا سوني إلفا 7 وكاميرا سوني إلفا 7 أر كاملة الإطار في أكتوبر ثم خلف كاميرا إن اكس إيه اكس 5 الكاميرات إن اكس إيه اكس 6 وإن اكس إيه اكس 7 وكاميرا سوني إلفا 5000 وكاميرا سوني إلفا 6000 في عام 2014. أصبحت كاميرا سوني إلفا 6000 أشهر كاميرا بدون مرآة بعدسة قابلة للتغيير الإطلاق وأصبحت سوني أكبر شركة تصنيع للكاميرات بدون مرآة بعدسة قابلة للتغيير.

#### الحوسبة

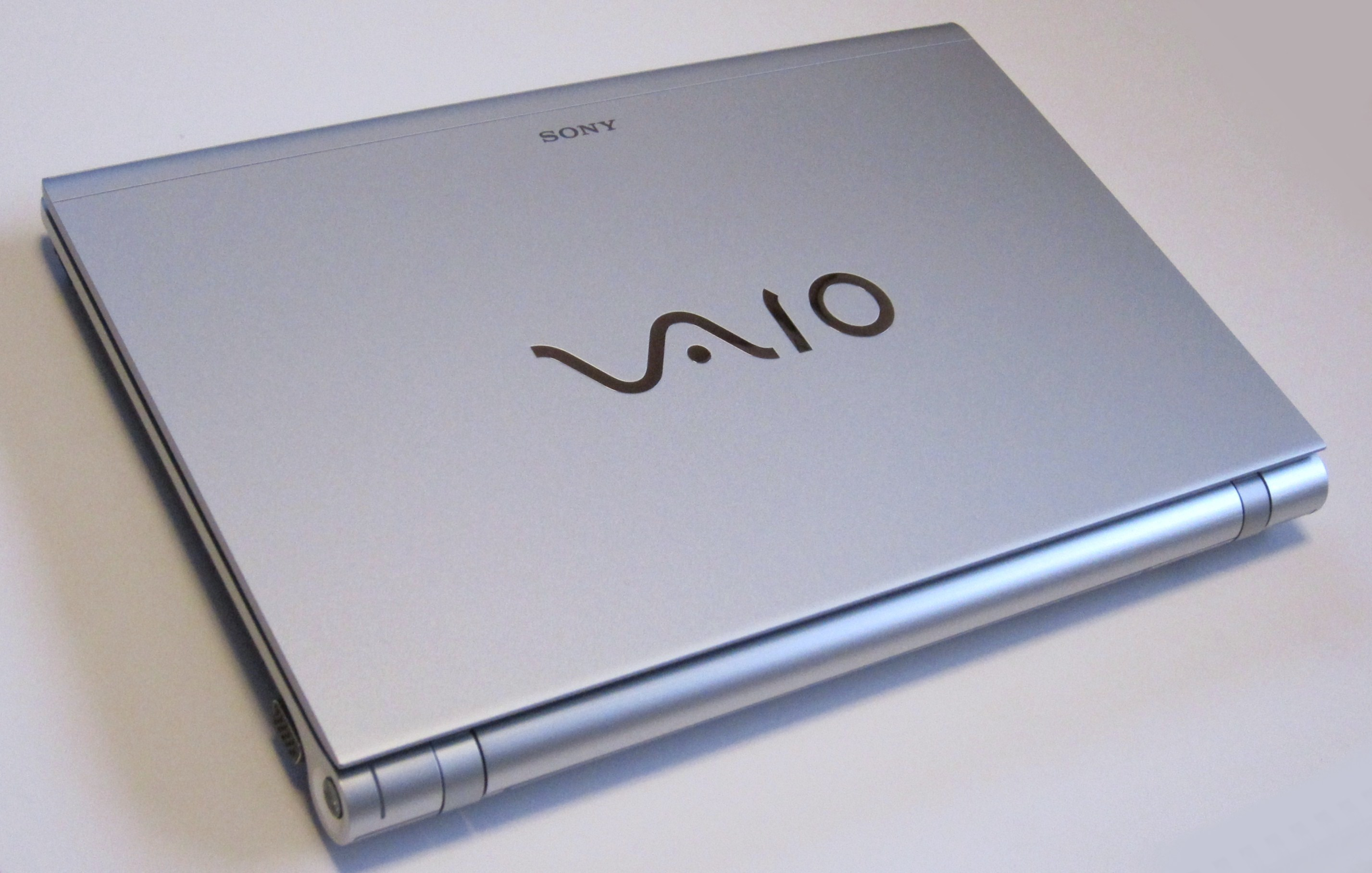
نوت بوك سوني فايو. تخلت شركة سوني عن أعمالها في مجال أجهزة الكمبيوتر الشخصية الخاسرة في عام 2014.

أنتجت سوني أجهزة كمبيوتر (أجهزة كمبيوتر منزلية إم إس إكس ومحطات عمل أخبار سوني) خلال الثمانينيات. انسحبت الشركة من تجارة الكمبيوتر حوالي عام 1990. دخلت سوني مرة أخرى في سوق الكمبيوتر العالمي تحت العلامة التجارية الجديدة فايو (بالإنجليزية: VAIO)‏ والتي بدأت في عام 1996. اختصار لعبارة "التشغيل المتكامل للصوت والفيديو (بالإنجليزية: Video Audio Integrated Operation)‏" كان الخط هو أول علامة تجارية لأجهزة الكمبيوتر تسلط الضوء على الميزات الصوت - المرئية.
واجهت شركة سوني جدلًا كبيرًا عندما انفجرت بعض بطارياتها المحمولة واشتعلت فيها النيران في عام 2006 مما أدى إلى أكبر عملية استدعاء للمحكمة متعلقة بالكمبيوتر حتى تلك النقطة في التاريخ.
في محاولة للانضمام إلى سوق أجهزة الكمبيوتر اللوحية أطلقت الشركة خط سوني تابلت الخاص بأجهزة أندرويد اللوحية في عام 2011. منذ عام 2012 تم تسويق منتجات أندرويد من سوني تحت علامة اكسبيريا التجارية المستخدمة في هواتفها الذكية.
في 4 فبراير 2014 أعلنت سوني أنها ستبيع أعمالها في الكمبيوتر الشخصي تحت العلامة التجارية فايو بسبب ضعف المبيعات  وستشتري الشركة اليابانية جيب (بالإنجليزية: Japan Industrial Partners (JIP))‏ علامة فايو التجارية مع إتمام الصفقة بحلول نهاية مارس 2014. اعتبارًا من عام 2018 احتفظت سوني بحصة 5٪ في الشركة المستقلة الجديدة.

#### الرعاية الصحية والتكنولوجيا الحيوية
استهدفت سوني الأعمال الطبية والرعاية الصحية والتكنولوجيا الحيوية كقطاع نمو في المستقبل. استحوذت الشركة في عام 2010 على شركة آي سيت ميجن تكنولوجي (بالإنجليزية: iCyt Mission Technology Inc)‏ (والتي أعيدت تسميتها باسم شركة سوني للتقنية الحيوية في عام 2012) وهي الشركة المصنعة لأجهزة قياس التدفق الخلوي، بالإضافة إلى استحواذها في عام 2011 على شركة ميكرونيكس وهي شركة مطورة لأدوات التشخيص القائمة على الموائع الدقيقة.
في عام 2012 أعلنت شركة سوني أنها ستستحوذ على جميع أسهم شركة الترفيه سو نت أكبر مساهم في شركة إم ثري (بالإنجليزية: M3)‏ وهي مشغل لمواقع المداخل (m3.com و MR-kun و MDLinx و MEDI: GATE) لمتخصصي الرعاية الصحية .
في 28 سبتمبر 2012 أعلنت شركة شركة أوليمبوس وشركة سوني أن الشركتين ستنشئان مشروعًا مشتركًا لتطوير مناظير جراحية جديدة بدقة فور كيه (أو أعلى) وقدرات ثلاثية الأبعاد. إن شركة سوني أوليمبوس للحلول الطبية (التي تمتلك سوني 51٪ من أسهم الشركة وتستحوذ أوليمبوس على 49٪ منها) قد تأسست في 16 أبريل 2013.
في 28 فبراير 2014 أنشأت شركة سوني وشركة إم ثري وشركة إليومينا مشروعًا مشتركًا يسمى شركة بي فايف (بالإنجليزية: P5 Inc)‏ لتقديم خدمة تحليل الجينوم للمؤسسات البحثية والشركات في اليابان.

#### شركة سوني لاتصالات الهاتف المحمول

اكسبيريا اسم الجهاز المنتج لمجموعة الهواتف الذكية من سوني.

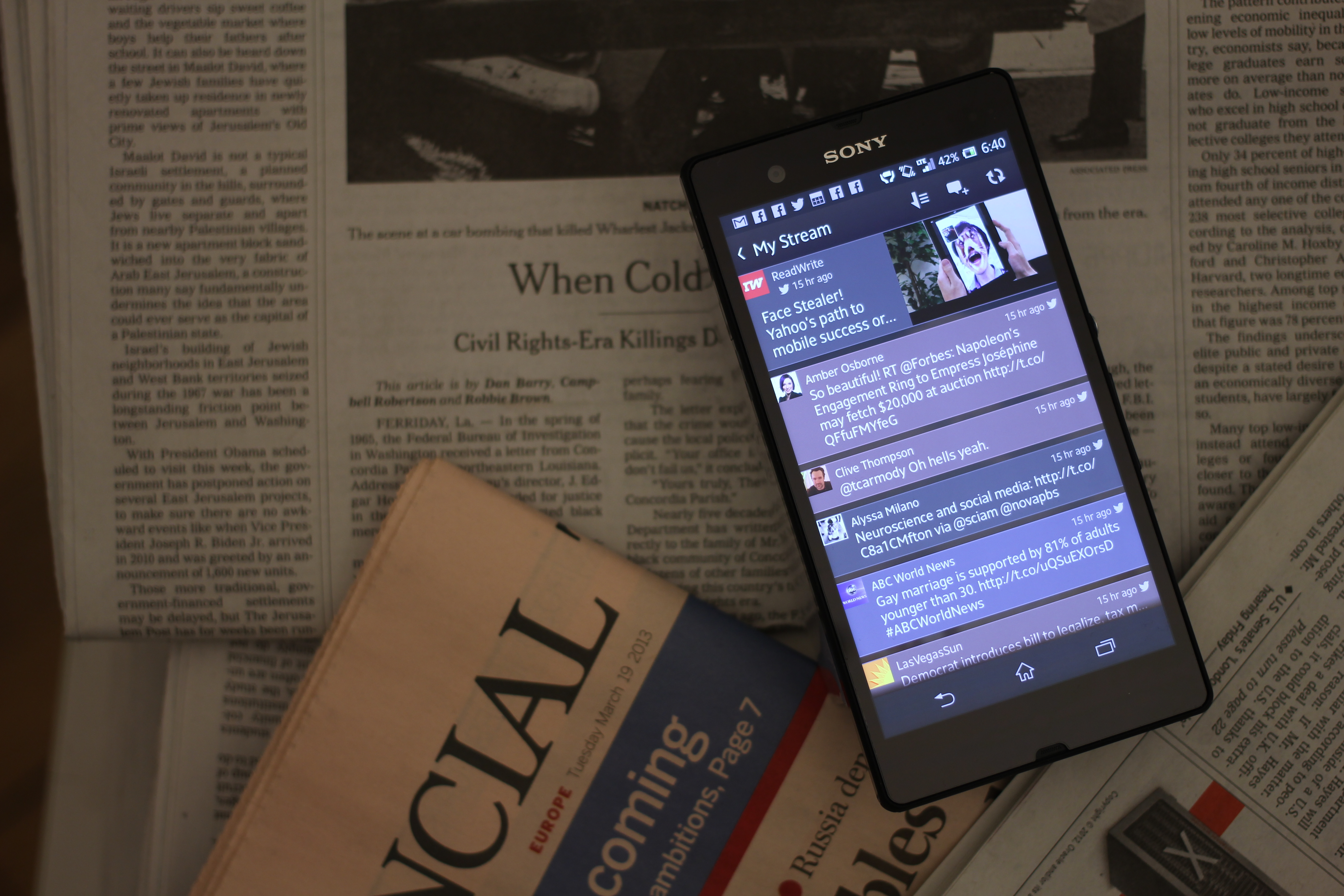
سوني إكسبيريا زد تم طرحه وإصداره في عام 2013. هو أول هاتف ذكي بشاشة عالية الدقة بشكل كامل Full HD.

إن شركة سوني لاتصالات الهاتف المحمول. (المعروفة سابقًا باسم سوني أريكسون لاتصالات الهاتف المحمول) هي شركة متعددة الجنسيات لتصنيع الهواتف الذكية مقرها في طوكيو في اليابان وهي شركة فرعية مملوكة بالكامل لشركة سوني. في عام 2001 دخلت سوني في مشروع مشترك مع شركة الاتصالات السويدية إريكسونحيث شكلت شركة سوني أريكسون لاتصالات الهاتف المحمول. كانت المبيعات الأولية متقلبة وسجلت الشركة خسائر في عامي 2001 و 2002. ومع ذلك حققت سوني أريكسون ربحًا في عام 2003. تميزت الشركة بالهواتف المحمولة التي تدعم الوسائط المتعددة والتي تضمنت ميزات مثل الكاميرات. كانت هذه الميزة غير عادية في ذلك الوقت. على الرغم من ابتكاراتها واجهت سوني أريكسون منافسة شديدة من هاتف آيفون من أبل الذي تم إصداره في عام 2007. من عام 2008 إلى عام 2010 وسط ركود عالمي خفضت سوني أريكسون قوتها العاملة بعدة آلاف. في عام 2009 كانت سوني أريكسون رابع أكبر شركة مصنعة للهواتف المحمولة في العالم (بعد نوكيا وسامسونج وإل جي). بحلول عام 2010 تراجعت حصتها في السوق إلى المركز السادس. استحوذت سوني على حصة أريكسون في المشروع في عام 2012 مقابل أكثر من مليار دولار أمريكي. تركز شركة سوني لاتصالات الهاتف المحمول الآن حصريًا على سوق الهواتف الذكية تحت العلامة التجارية اكسبيريا.
في عام 2013 ساهمت سوني في حوالي 2٪ من سوق الهواتف المحمولة حيث تم بيع 37 مليون هاتف محمول. وصلت مبيعات هواتف سوني المحمولة إلى ذروتها في عام 2014 مع 40 مليون هاتف ومن ثم انخفض حجم مبيعاتها منذ ذلك الحين. شحنت سوني 13.5 مليون هاتف محمول في عام 2017 و 6.5 مليون هاتف محمول في عام 2018 و 3.2 مليون هاتف محمول في السنة المالية 2019.

#### علم الروبوتية
منذ أواخر تسعينات القرن الماضي أصدرت سوني العديد من الروبوتات الاستهلاكية بما في ذلك روبوت على شكل كلب يسمى ايبو وروبوت يعزف الموسيقى يسمى رولي والروبوت الشبيه بالبشر المسمى كريو. على الرغم من كونها رائدة في هذا المجال فقد أوقفت سوني العمليات المتعلقة بالروبوتات لمدة 10 سنوات بسبب الصعوبات المالية حتى قررت إحياءها في عام 2016.
في عام 2015 دخلت شركة سوني في شراكة مع شركة زد إم بي للقيادة الذاتية لإنشاء شركة تصنيع طائرات بدون طيار للمراقبة الجوية والاستطلاع تسمى إيروسنس (بالإنجليزية: Aerosense)‏. في معرض سي إي اس 2021 كشفت شركة سوني النقاب عن طائرة بدون طيار تحمل العلامة التجارية إيربيك (بالإنجليزية: Airpeak)‏ وهي أصغر طائرة من نوعها يمكنها دمج كاميرا سوني إلفا وفقًا للشركة ودخلت مجال الطائرات بدون طيار من تلقاء نفسها لأول مرة.

### حلول التصوير والاستشعار
تعود جذور شركة سوني في مجال صناعة أشباه الموصلات إلى عام 1954 عندما أصبحت أول شركة يابانية تقوم بتسويق ترانزستور مخترع ومرخص من قبل مختبرات بيل. إنها واحدة من أقدم وأبكر الرخص في عالم التكنولوجيا الجديدة مع شركة تكساس إنسترومنتس. في عام 1957 اخترع الموظف ليو إساكي وزملاؤه في شركة سوني الصمام الثنائي النفق (يشار إليه عادةً باسم صمام إساكي الثنائي) حيث اكتشفوا من خلاله تأثير النفق الكمي في المواد الصلبة والذي حصل بسببه إساكي على جائزة نوبل في الفيزياء عام 1973. استحوذت شركة سوني على حصة مهيمنة في سوق الأجهزة المقترنة بالشحن.
اعتبارًا من عام 2020 تقوم الشركة من خلال ذراعها التجاري للرقائق وهي شركة حلول سوني لأشباه الموصلات بتصميم وتصنيع وبيع مجموعة واسعة من أشباه الموصلات والمكونات الإلكترونية بما في ذلك مستشعرات الصور إتش إيه دي سي سي دي وإكسمور بالإضافة إلى معالجات الصور بيونز وثنائيات الليزر وذواكر التخزين الناشئة وشاشات العرض الناشئة مثل شاشات العرض التي تعمل بتقنية الثنائي العضوي الباعث للضوء الدقيق والشاشة ثلاثية الأبعاد والحواسيب الصغيرة متعددة الوظائف سبريسنس (بالإنجليزية: SPRESENSE)‏... إلخ.
اعتبارًا من عام 2019 كانت سوني أكبر شركة مصنعة في العالم لأجهزة استشعار الصور CMOS حيث تُستخدم شرائحها على نطاق واسع في الكاميرات الرقمية وأجهزة الكمبيوتر اللوحية والهواتف الذكية.

### خدمات الألعاب والشبكات

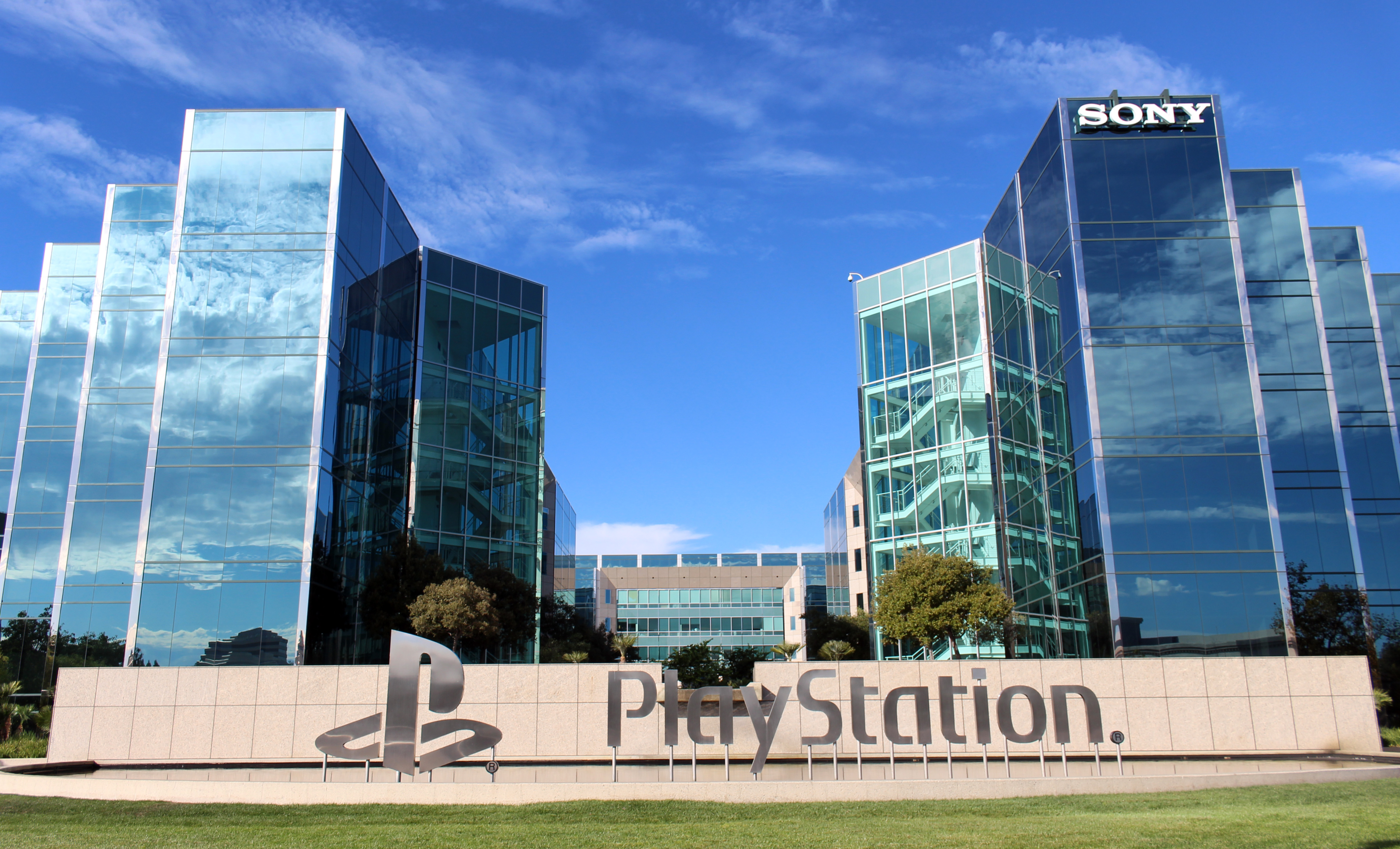
مقر شركة سوني للترفيه التفاعلي في سان ماتيو في كاليفورنيا

تشتهر شركة سوني للترفيه التفاعلي (المعروفة سابقًا باسم شركة سوني للترفيه الحاسوبي) بإنتاج الخط الشهير لوحدات تحكم بلاي ستيشن. نشأ الخط من شراكة فاشلة مع نينتندو. في الأصل، طلبت نينتندو من سوني تطوير وظيفة إضافية لوحدة التحكم الخاصة بها والتي من شأنها تشغيل الأقراص المضغوطة. في عام 1991 أعلنت سوني عن الوظيفة الإضافية بالإضافة إلى وحدة تحكم مخصصة تُعرف باسم «بلاي ستيشن». ومع ذلك تسبب الخلاف حول ترخيص البرنامج لوحدة التحكم في فشل الشراكة ثم واصلت سوني المشروع بشكل مستقل.
تم إطلاق أول جهاز بلاي ستيشن في عام 1994 وحقق 61٪ من مبيعات أجهزة الألعاب العالمية وكسر ريادة نينتندو طويلة الأمد في السوق. تابعت سوني مع بلاي ستيشن 2 في عام 2000 والذي كان أكثر نجاحًا. أصبحت وحدة التحكم هي الأكثر نجاحًا على الإطلاق حيث بيعت أكثر من 150 مليون وحدة اعتبارًا من 2011. أصدرت شركة سوني بلاي ستيشن 3 وهي وحدة تحكم عالية الدقة في عام 2006. كانت أول وحدة تحكم تستخدم تنسيق بلو راي وكانت أغلى بكثير من المنافسين إكس بوكس 360 ومنصة الألعاب المنزلية وي بسبب المعالج الخلوي. في وقت مبكر أدى أداء المبيعات الضعيف إلى خسائر كبيرة للشركة مما دفعها لبيع وحدة التحكم بخسارة. تم بيع بلاي ستيشن 3 بشكل عام بشكل سيئ أكثر من منافسيه في السنوات الأولى من إصداره لكنه تمكن من تجاوز إكس بوكس 360 في المبيعات العالمية لاحقًا. قدمت سوني لاحقًا بلاي ستيشن موف وهي ملحق يسمح للاعبين بالتحكم في ألعاب الفيديو باستخدام إيماءات الحركة.

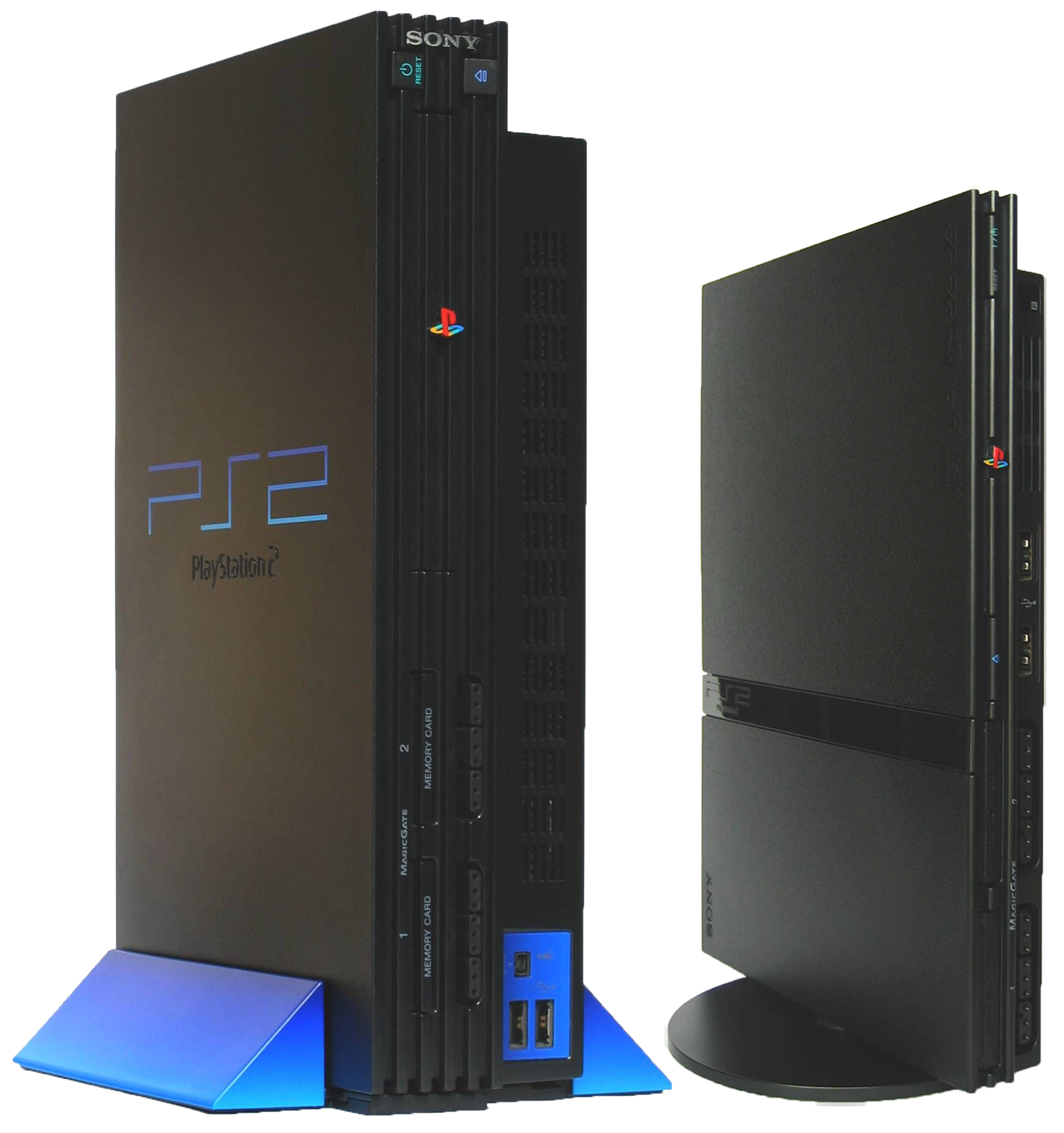
تعد بلاي ستيشن 2 وحدة التحكم في ألعاب الفيديو الأكثر مبيعًا على الإطلاق

وسعت سوني علامتها التجارية إلى سوق الألعاب المحمولة في عام 2004 من خلال بلاي ستيشن بورتبل حيث تم بيع وحدة التحكم بشكل معقول لكنها احتلت المركز الثاني بين الأجهزة المنافسة المحمولة باليد بعد جهاز نينتندو دي أس. طورت سوني وسيط القرص الضوئي قرص الوسائط العام لاستخدامه في بلاي ستيشن بورتبل. في وقت مبكر تم استخدام التنسيق للأفلام لكنه فقد منذ ذلك الحين دعم الاستوديو الرئيسي. أصدرت شركة سوني نسخة بلاي ستيشن بورتبل خالية من الأقراص وأطلق عليها أسم بلاي ستيشن بورتبل غو (بالإنجليزية: PSP Go)‏ في عام 2009. واصلت الشركة إطلاق نظام ألعاب الفيديو المحمول الثاني بلاي ستيشن فيتا في عامي 2011 و 2012. أطلقت سوني وحدة التحكم الرابعة بلاي ستيشن 4 في 15 نوفمبر 2013 والتي تم بيع 73.6 مليون وحدة منها اعتبارًا من 31 ديسمبر 2017 على مستوى العالم.
في 18 مارس 2014 في مؤتمر مطوري الألعاب أعلن رئيس استوديوهات SCE العالمية شوهي يوشيدا عن تقنية الواقع الافتراضي الجديدة التي أطلق عليها اسم مشروع مورفيوس وأطلق عليها لاحقًا اسم بلاي ستيشن في آر لجهاز بلاي ستيشن 4. جلبت سماعة الرأس ألعاب في آر وبرامج غير الألعاب إلى وحدة تحكم الشركة. وفقًا لتقرير صادر عن شركة استشارات براءات الاختراع ليكسينوفا ومقرها هيوستن في مايو 2015 فإن سوني تقود سباق براءات الاختراع في الواقع الافتراضي. وفقًا لتحليل الشركة لما يقرب من 12000 براءة اختراع أو طلب براءة اختراع تمتلك سوني 366 براءة اختراع للواقع الافتراضي أو طلبات براءات اختراع. تم إصدار بلاي ستيشن في آر في جميع أنحاء العالم في 13 أكتوبر 2016.
في 31 مارس 2019 تم الإعلان عن خليفة بلاي ستيشن 4 وفي 12 نوفمبر 2020 تم إصدار بلاي ستيشن 5 في أمريكا الشمالية وأستراليا ونيوزيلندا واليابان وكوريا الجنوبية وسنغافورة. أكدت بلاي ستيشن أن وحدة التحكم ستطلق في إندونيسيا في 22 يناير 2021. وبحسب ما ورد فإن عدد وحدات التحكم في اللعبة التي بيعت في يوم إطلاقها بلغ من 2.1 مليون إلى 2.5 مليون.

### الصور والموسيقى
تضم شركة سوني للترفيه قسمين: سوني بيكتشرز انترتينمنت ومجموعة موسيقى سوني (سوني لترفيه الموسيقا وسوني / نشر الموسيقا إيه تي في). سبق لشركة سوني الأمريكية امتلاك وتشغيل سوني ترانس كوم (بالإنجليزية: Trans Com)‏: وهي شركة تقنية تقدم برامج ترفيهية على متن الطائرة بالإضافة إلى معدات تشغيل الفيديو والصوت لصناعة الطيران. اشترت شركة سوني الشركة من شركة ساندستراند في عام 1989 ثم باعتها بعد ذلك إلى شركة روكويل كولينز في عام 2000.
في عام 2012 أدخلت شركة سوني معظم خدمات المحتوى للمستهلك (بما في ذلك الفيديو والموسيقى والألعاب) في شبكة سوني للترفيه سلف شبكة بلاي ستيشن.

#### سوني بيكتشرز انترتينمنت

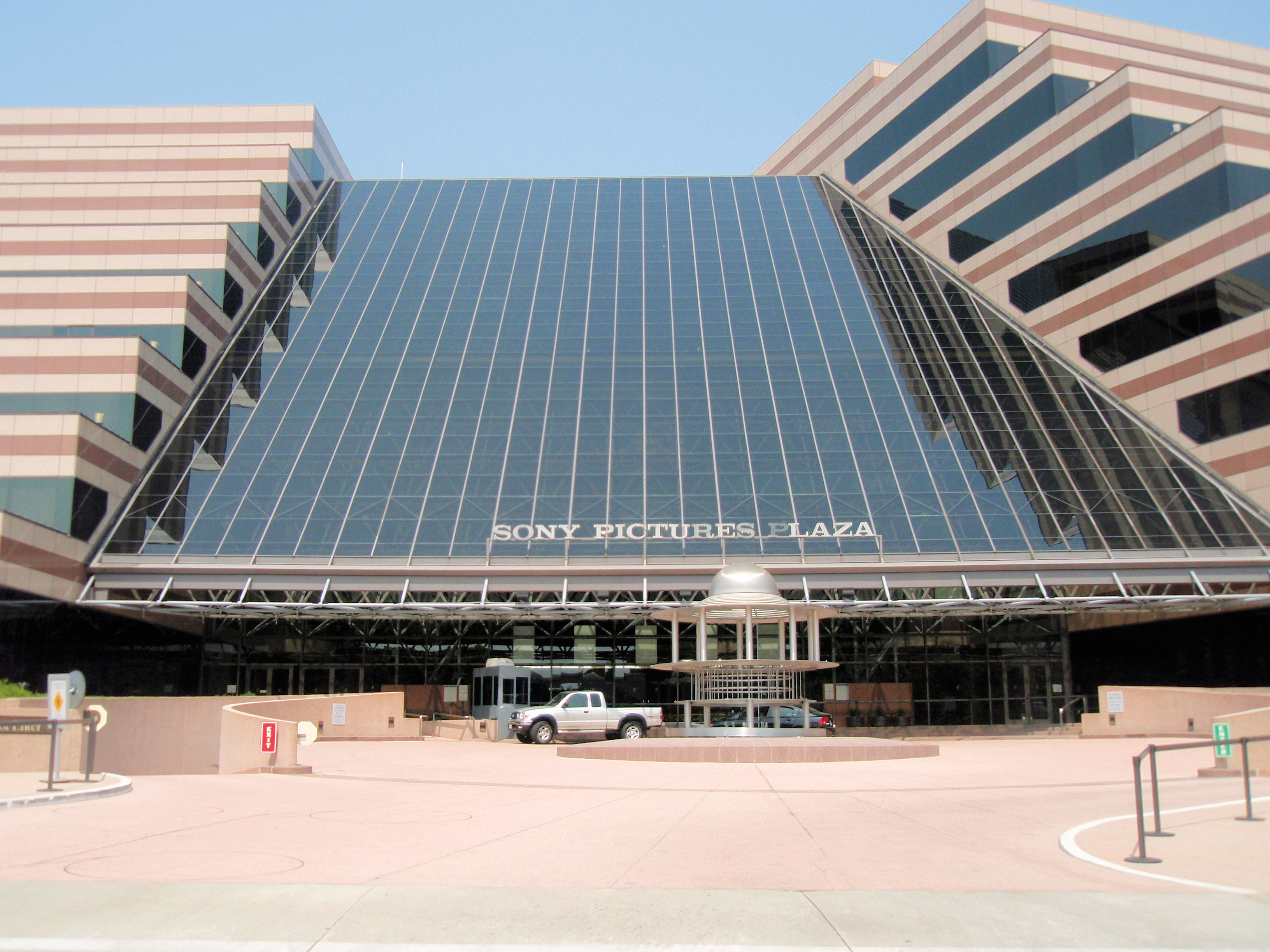
سوني بيكتشرز بلازا بجانب الاستوديو الرئيسي لشركة سوني بيكتشرز في كولفر سيتي بولاية كاليفورنيا

إن شركة سوني بيكتشرز انترتينمنت هي وحدة الإنتاج / التوزيع التلفزيوني والأفلام التابعة لسوني. مع 12.5٪ من حصة سوق شباك التذاكر في عام 2011 احتلت الشركة المرتبة الثالثة بين استوديوهات الأفلام. بلغت مبيعات المجموعة في عام 2010 مبلغا مقداره 7.2 مليار دولار أمريكي. أنتجت الشركة العديد من امتيازات الأفلام البارزة بما في ذلك سبايدرمان و فتى الكاراتيه الجزء الثالث ورجال يرتدون ملابس سوداء كما أنتجت برامج الألعاب التلفزيونية الشهيرة المحك! وعجلة الحظ.
دخلت سوني سوق الإنتاج التلفزيوني والأفلام عندما استحوذت على كولومبيا بيكتشرز انترتينمنت في عام 1989 مقابل 3.4 مليار دولار. تعيش كولومبيا في مجموعة سوني بيكتشرز موشن بيكتشرز وهي قسم من شركة إس بي إي والتي تمتلك بدورها كولومبيا بيكتشرز وتريستار بيكتشرز من بين شركات إنتاج وتوزيع أفلام أخرى مثل سكرين جيمز وسوني بيكتشرز كلاسيكس وسوني بيكتشرز هوم إنترتينمنت. يُعرف قسم التلفزيون في سوني بيكتشرز انترتينمنت باسم تلفزيون سوني بيكتشرز.

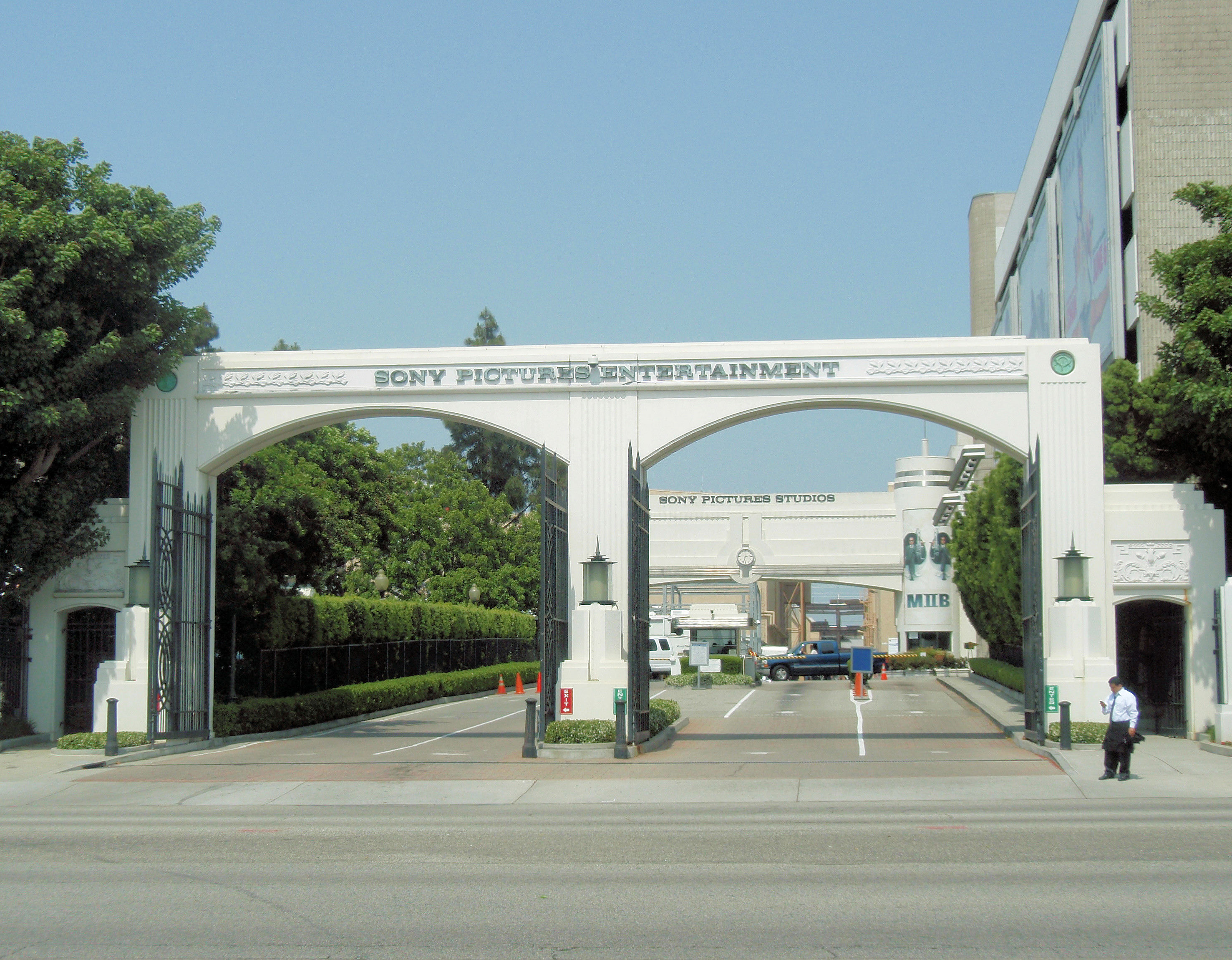
المدخل الرئيسي لاستوديوهات سوني بيكتشرز انترتينمنت في مدينة كولفر

خلال السنوات العديدة الأولى من وجودها كان أداء شركة سوني بيكتشرز انترتينمنت ضعيفًا مما دفع الكثيرين إلى الشك في أن الشركة ستبيع القسم. واجهت شركة سوني بيكتشرز انترتينمنت الجدل في أوائل العقد الأول من القرن الحادي والعشرين. في يوليو 2000 أنشأ مدير تسويق يعمل في شركة سوني ناقدًا سينمائيًا وهميًا يدعى ديفيد مانينغ الذي قدم مراجعات جيدة باستمرار لإصدارات من شركة كولومبيا بيكتشرز التابعة لشركة سوني والتي تلقت عمومًا تقييمات سيئة بين النقاد الحقيقيين. سحبت سوني الإعلانات لاحقًا وأوقفت عمل مبتكر مانينغ ومشرفه ودفعت غرامات إلى ولاية كونيتيكت  وللمعجبين الذين شاهدوا الأفلام التي تمت مراجعتها في الولايات المتحدة. في عام 2006 بدأت شركة سوني في استخدام حماية اركوس على بعض أقراص دي في دي الخاصة بأفلامها ولكنها أصدرت في وقت لاحق استردادا لها.
في أواخر عام 2014 وقعت شركة سوني بيكتشرز ضحية لهجوم اختراق من مجموعة سرية تسمى حراس السلام قبل أسابيع من إطلاق الفيلم الكوميدي المعادي لكوريا الشمالية المقابلة (بالإنجليزية: The Interview)‏.

#### مجموعة موسيقى سوني وشركة سوني للترفيه الموسيقي اليابانية

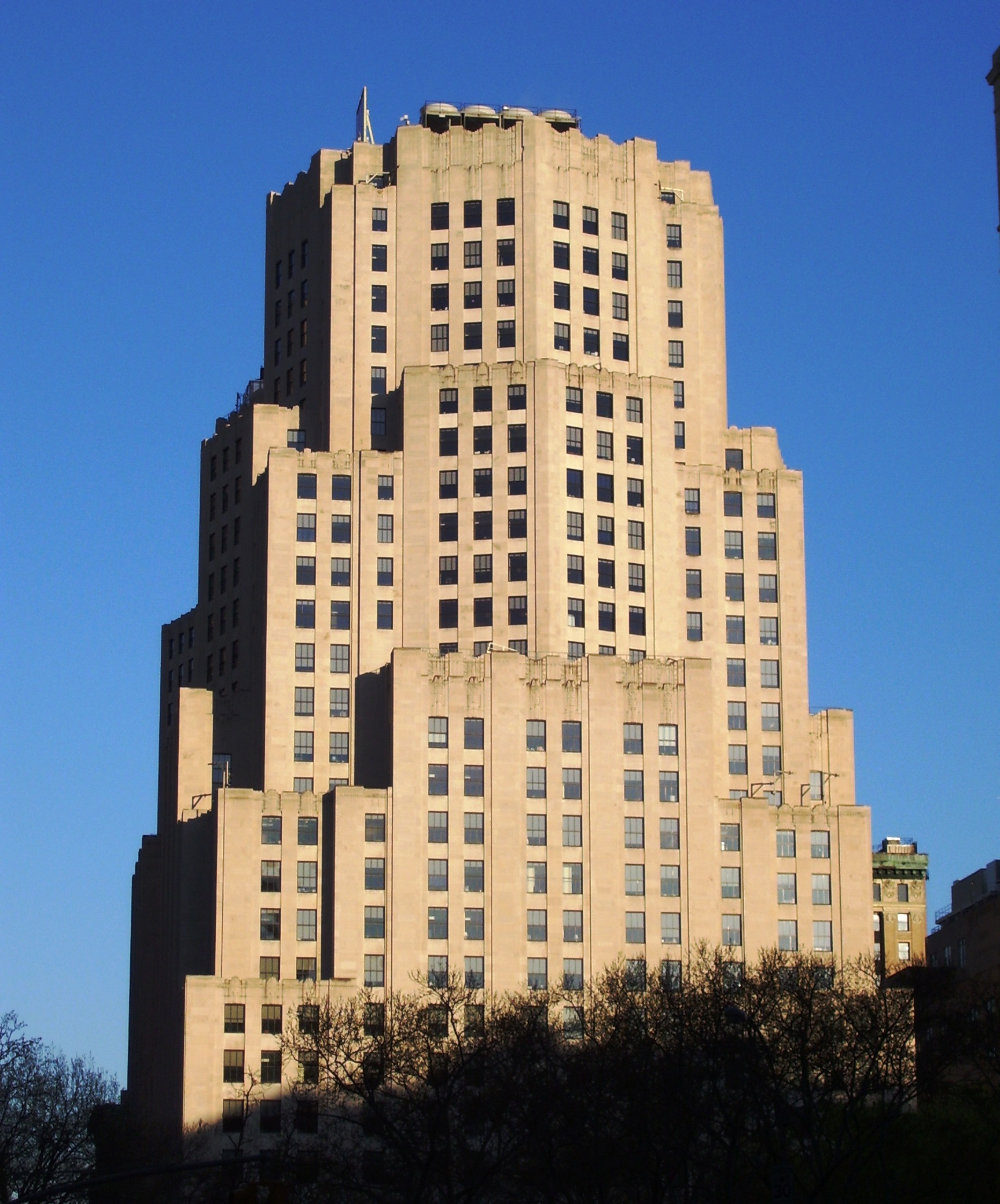
مقر شركة سوني للترفيه الموسيقي في مدينة نيويورك بالولايات المتحدة

تعد سوني للترفيه الموسيقي (المعروفة أيضًا باسم اس إم إي (بالإنجليزية: SME)‏ أو سوني ميوزك) ثاني أكبر شركة موسيقى مسجلة عالمية لشركات التسجيلات "الثلاث الكبرى" وتسيطر عليها شركة سوني الأمريكية وهي الشركة الفرعية الأمريكية لشركة سوني اليابانية.
في واحدة من أكبر عمليات الاستحواذ على الإطلاق اشترت سوني مجموعة كولومبيا للتسجيلات في عام 1988 مقابل 2 مليار دولار أمريكي. في هذه العملية دخلت سوني في شراكة وحصلت على حقوق كتالوج إيه تي في لمايكل جاكسون والذي يعتبره كتاب غينيس للأرقام القياسية أنجح فنان على الإطلاق. قدم الاستحواذ على تسجيلات مجموعة كولومبيا للتسجيلات الأساس لتشكيل شركة سوني للترفيه الموسيقي التي أسستها سوني في عام 1991.
في عام 1968 شكلت سوني وشركة تسجيلات سي بي اس مشروعًا مشتركًا بنسبة 50:50 لشركة سوني / لشركة تسجيلات سي بي اس والذي أعيدت تسميته لاحقًا باسم مجموعة سوني / سي بي اس اليابانية. عندما تم الاستحواذ على CBSشركة تسجيلات سي بي اس تم أيضًا نقل حصة 50٪ في مجموعة سوني / سي بي اس اليابانية المملوكة لشركة سي بي اس إلى شركة سوني. في مارس 1988 تم دمج أربع شركات فرعية مملوكة بالكامل في مجموعة سوني / سي بي اس اليابانية وتمت إعادة تسمية الشركة باسم سوني للترفيه الموسيقي اليابانية (بالإنجليزية: Music Entertainment Japan (SMEJ))‏. إن شركة سوني للترفيه الموسيقي اليابانية تعمل بشكل مستقل عن مجموعة موسيقى سوني حيث أنها مملوكة مباشرة لشركة سوني اليابانية.
في عام 2004 دخلت سوني في مشروع مشترك مع شركة بيرتلسمان إيه جي حيث دمجت شركة سوني للترفيه الموسيقي مع مجموعة بيرتيلسمان الموسيقية لإنشاء شركة سوني بي إم جي. في عام 2005 واجهت شركة سوني بي إم جي فضيحة حماية النسخ لأن أقراص الموسيقى المضغوطة الخاصة بها قامت بتثبيت برامج ضارة (روتكيت) على أجهزة الكمبيوتر الخاصة بالمستخدمين والتي كانت تشكل خطرًا أمنيًا على العملاء المتضررين. في عام 2007 استحوذت الشركة على شركة موسيقى مشهورة مقابل 370 مليون دولار أمريكي الحصول على حقوق كتالوجات إمينيم وإيكون من بين أمور أخرى حصلت عليها أيضا. اشترت سوني حصة بيرتلسمان في شركة سوني بي إم جي وشكلت شركة سوني للترفيه الموسيقي الجديدة في عام 2008. منذ ذلك الحين خضعت الشركة لتغييرات إدارية.
اشترت سوني شركة غراسنوت للتعرف على الموسيقى الرقمية مقابل 260 مليون دولار أمريكي في عام 2008. استحوذت شركة شركة تريبيون ميديا على شركة غراسنوت من سوني في عام 2014 مقابل 170 مليون دولار.
إلى جانب علامة التسجيلات الخاصة بها تدير سوني أعمال موسيقى أخرى. في عام 1995 قامت شركة سوني بدمج ناشرها الموسيقي مع شركة اي تي في الناشرة للموسيقا التابعة لمايكل جاكسون لتشكيل شركة سوني / اي تي في الناشرة للموسيقا. في ذلك الوقت كانت شركة النشر ثاني أكبر شركة من نوعها في العالم. تمتلك الشركة حقوق النشر لأكثر من 4 ملايين مؤلف بما في ذلك كتالوج لينون مكارتني لفرقة البيتلز وبوب ديلن وإمينيم وليدي غاغا وسام سميث وإد شيران وتايلور سويفت.
في عام 2012 استحوذت سوني / اي تي في الناشرة للموسيقا على حصة الأغلبية في إيمي ميوزيك للنشر الموسيقي لتصبح أكبر شركة لنشر الموسيقى في العالم. في عام 2018 اشترت سوني باقي الأسهم في إيمي ميوزيك للنشر الموسيقي مما يجعلها شركة تابعة ومملوكة بالكامل لشركة سوني. منذ عام 2016 تمتلك سوني كامل شركة سوني / اي تي في الناشرة للموسيقا.

#### القصص المصورة اليابانية
إن دخول سوني إلى مجال أعمال الرسوم المتحركة اليابانية المعروفة باسم الأنمي حدث في عام 1995 عندما قامت شركة تابعة لمجموعة سوني للترفيه الموسيقي اليابان (بالإنجليزية: SMEJ)‏ بإنشاء أنيبلكس كشركة فرعية لها والتي تقوم بإدارة المنتجات الإبداعية والتي أسست استوديو أيه-1 بكتشرز وهو أول استوديو الأنمي الأول لسوني في السنوات العشر اللاحقة. منذ ذلك الحين ومن خلال المشاريع على مستوى المجموعة والعالم عززت سوني مكانتها في صناعة الأنمي رافعة مستوى أعمالها إلى ما يسمى «الركيزة الرابعة لمحفظتها الترفيهية» وفقًا لمؤشر نيكاي.
تنتشر عمليات أعمال الرسوم المتحركة لشركة سوني في جميع أنحاء المجموعة ولا سيما في وحدات الصور والموسيقى التابعة لها على النحو التالي: تشمل الأعمال التجارية البارزة ذات الصلة بشركة أنيبلكس التابعة لمجموعة سوني للترفيه الموسيقي اليابان وشركة كلوفرورك واستوديو أيه-1 بكتشرز بينما تقوم شركة سوني بيكتشرز انترتينمنت اليابان بإدارة أقنية تلفزيونية موجهة للأنمي مثل أنيماكس وكيدز ستيشن؛ تمتلك شركة أنيبلكس وشركة تلفزيون سوني بيكتشرز التي تتخذ من الولايات المتحدة مقراً لها شركة توزيع الرسوم المتحركة عبر الإنترنت التي استحوذت عليها مجموعة مجموعة فانيميشن العالمية في عام 2017 والتي تشمل الشركات التابعة لها في جميع أنحاء العالم الآن واكانيم ومادمان إنترتنمنت.
في ديسمبر 2020 أعلنت شركة تلفزيون سوني بيكتشرز أنها ستشتري شركة الرسوم المتحركة كرانشي رول من شركة إيه تي آند تي مقابل 1.175 مليار دولار مما سيساعد الشركة على المنافسة عالميًا مع عمالقة الترفيه مثل نتفليكس.

### الخدمات المالية

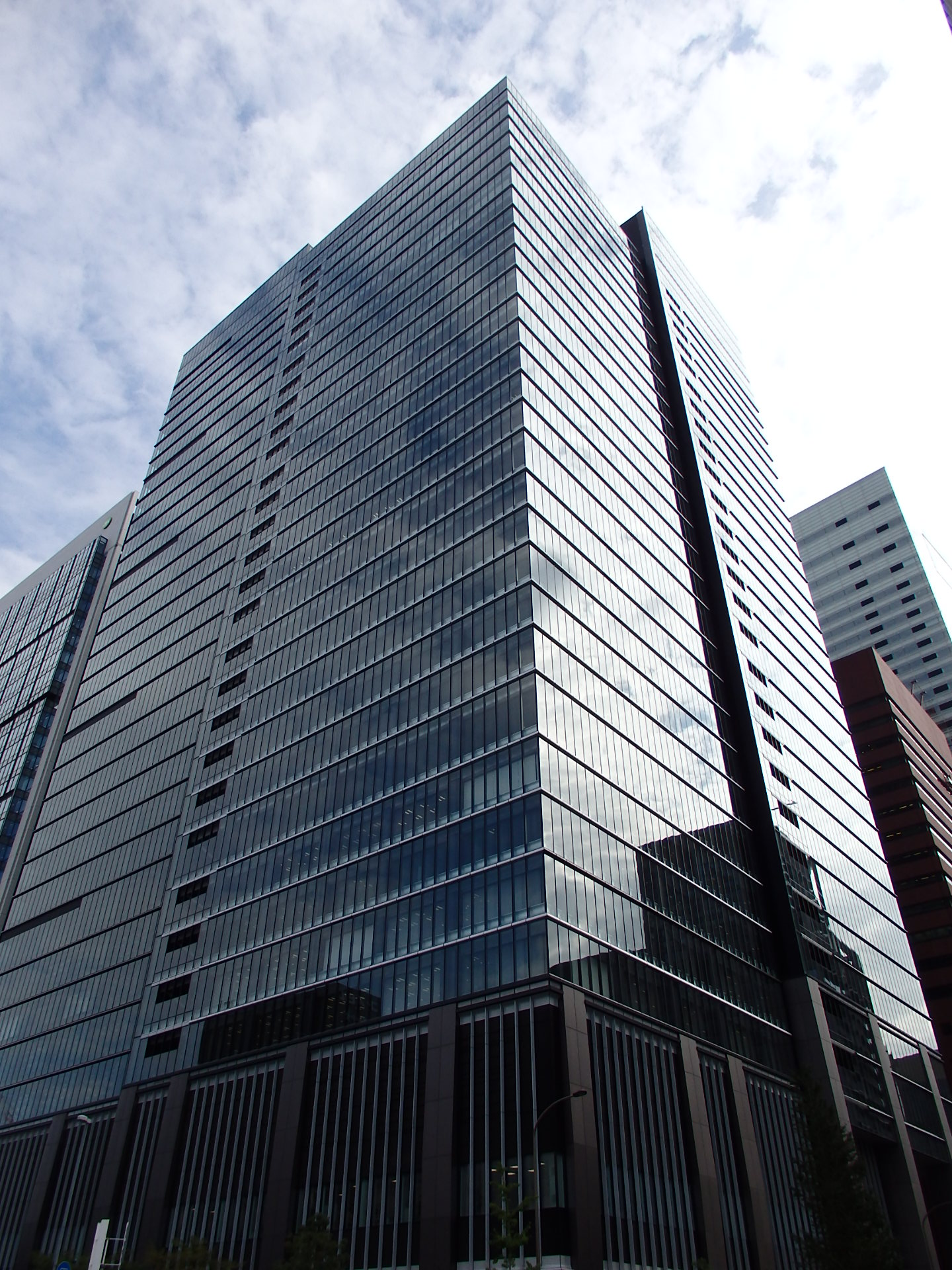
المقر الرئيسي لشركة سوني المالية القابضة في طوكيو في اليابان

إن شركة سوني المالية القابضة هي شركة قابضة لأعمال الخدمات المالية لشركة سوني والتي تشمل سوني لايف (في اليابان والفلبين) وسوني أشورانس وسوني بنك ... إلخ. أثبتت الوحدة أنها أكثر أعمال سوني ربحية في السنة المالية 2005 حيث كسبت 1.7 مليار دولار. ساعدت الرسوم المنخفضة لشركة سوني المالية القابضة على إزدياد شعبية الوحدة مع تهديد الاسم التجاري المتميز لشركة سوني.

### خدمات أخرى من سوني

#### المركبات الكهربائية والبطاريات
باعتبار ها شركة تدعم تسويق بطاريات الليثيوم أيون فقد كانت سوني تستكشف إمكانية تصنيع بطاريات للسيارات الكهربائية. في عام 2014 شاركت سوني في برنامج تابع لشركة إن آر جي للطاقة المسمى إي في غو جاهز للمركبة الكهربائية والمخصص حول تقنيات شحن السيارات العاملة بالكهرباء. ومع ذلك قررت الشركة بعد ذلك في عام 2016 بيع أعمالها في مجال بطاريات الليثيوم أيون لشركة تصنيع موراتا.
في عام 2015 استثمرت سوني 842 ألف دولار في شركة زد إم بي مما أثار التكهنات بأنها تفكر في تطوير سيارات ذاتية القيادة. في يناير 2020 كشفت سوني النقاب عن سيارة مفهوم كهربائية (بالإنجليزية: concept electric car)‏ في معرض الإلكترونيات الاستهلاكية تسمى سوني فيجن - اس والتي تم تصميمها بالتعاون مع شركة تصنيع المكونات ماجنا الدولية. في هذه المناسبة أعلنت شركة سوني أيضًا عن هدفها المتمثل في تطوير التكنولوجيا لقطاع السيارات لا سيما فيما يتعلق بالقيادة الذاتية وأجهزة الاستشعار والترفيه داخل السيارة.

## معلومات عن الشركة

### الملكية المؤسسية
إن شركة سوني هي شركة كابوشيكي غيشا مسجلة في بورصة طوكيو في اليابان وبورصة نيويورك للتداول الخارجي. اعتبارًا من 31 مارس 2020 كان أكبر المساهمين في شركة سوني كما يلي:
- سيتي بنك (كبنك إيداع لحاملي إيصالات الإيداع الأمريكية ) (9.4٪ من الأسهم)
- صناديق الاستثمار الموثوقة المرشحة من قبل بنك ماستر ترست بنك أوف اليابان (الحساب الرئيسي) (8.2٪ من الأسهم)
- صناديق الاستثمار المرشحة من قبل بنك خدمات الوصي الياباني
  - حساب الثقة الرئيسي (6.1٪ من الأسهم)
  - حساب الثقة رقم 7 (2.4٪ من الأسهم)
  - حساب الثقة رقم 5 (2.1٪ من الأسهم)
- بنك جي بي مورجان تشيس 385632 (3.2٪ من الأسهم)

### المالية
اعتبارًا من يوليو 2020 بلغت قيمة سوني التي تعتبر إحدى أكبر الشركات اليابانية من حيث القيمة السوقية والأرباح التشغيلية أكثر من 90 مليار دولار. في نفس الفترة تم الاعتراف بها أيضًا باعتبارها الشركة اليابانية الأكثر ثراءً بالنقد حيث يبلغ صافي احتياطياتها النقدية 1.8 تريليون ين.
كانت الشركة مربحة للغاية خلال التسعينيات وأوائل العقد الأول من القرن الحادي والعشرين ويرجع ذلك جزئيًا إلى نجاح خط بلاي ستيشن الجديد. واجهت الشركة صعوبات مالية في الفترة الممتدة من منتصف إلى أواخر القرن الحادي والعشرين بسبب عدد من العوامل: الأزمة المالية العالمية وزيادة المنافسة على بلاي ستيشن والزلزال الياباني المدمر في عام 2011. واجهت الشركة ثلاث سنوات متتالية من الخسائر حتى عام 2011. بينما كانت صحيفة فاينانشيال تايمز تلاحظ الآثار السلبية للظروف التي تدخلت وأثرت في مسيرة شركة سوني مثل الكوارث الطبيعية وتقلب أسعار صرف العملات فإنها في الوقت نفسه انتقدت شركة سوني بسبب «افتقارها إلى المرونة» و«عدم قدرتها على قياس الاقتصاد» معربة عن شكوكها بشأن جهود إعادة تنشيط سوني نظرًا للنقص في النتائج الملموسة في ما يخص هذا الأمر.
في سبتمبر 2000 بلغت القيمة السوقية لشركة سوني 100 مليار دولار. لكن بحلول ديسمبر 2011 انخفض سعر الشركة إلى 18 مليار دولار وهو ما يعكس التوقعات المتراجعة لشركة سوني ولكنه يعكس أيضًا أسعار الأسهم المتضخمة بشكل كبير خلال سنوات «فقاعة الإنترنت». نمت القيمة الصافية مقاسة بحقوق المساهمين بشكل مطرد من 17.9 مليار دولار في مارس 2002 إلى 35.6 مليار دولار حتى ديسمبر 2011. لم يكن عائد الأرباح (عكس نسبة السعر إلى الأرباح) أكثر من 5٪ وعادة ما يكون أقل من ذلك بكثير وبالتالي كانت سوني تتداول دائمًا في نطاقات باهظة الثمن باستثناء قاع السوق لعام 2009.
في 9 ديسمبر 2008 أعلنت شركة سوني أنها ستلغي 8000 وظيفة وستسقط 8000 مقاول وتقلص مواقع التصنيع العالمية بنسبة 10٪ لتوفير 1.1 مليار دولار في السنة.
في أبريل 2012 أعلنت شركة سوني أنها ستخفض قوتها العاملة بمقدار 10000 (6٪ من قاعدة موظفيها) كجزء من جهود الرئيس التنفيذي كاز هيراي لإعادة الشركة إلى السوق السوداء. جاء ذلك بعد خسارة 520 مليار ين (حوالي 6.36 مليار دولار أمريكي) للسنة المالية 2012 وهو الأسوأ منذ تأسيس الشركة. وبلغت خسارة التراكم خلال السنوات الأربع الماضية 919.32 مليار ين. خططت شركة سوني لزيادة نفقاتها التسويقية بنسبة 30٪ في عام 2012. تم قطع 1000 وظيفة من وظائف القوى العاملة في وحدة الهاتف المحمول بالشركة حيث تم إلغاء 700 وظيفة في السنة المالية 2012-2013 ومن ثم إلغاء 300 وظيفة المتبقية في السنة المالية التالية. حققت سوني إيرادات بلغت 6.493 تريليون ين ياباني في عام 2012 واحتفظت باحتياطيات كبيرة من النقد بقيمة 895 مليار ين في متناول اليد اعتبارًا من 2012. في مايو 2012 بلغت القيمة السوقية لشركة سوني حوالي 15 مليار دولار.
| مبيعات سوني لعام 2009 وتوزيعها حسب المنطقة الجغرافية | مبيعات سوني لعام 2009 وتوزيعها حسب المنطقة الجغرافية |
| الإقليم الجغرافي                                     | إجمالي المبيعات (بالملايين ين)                       |
| ---------------------------------------------------- | ---------------------------------------------------- |
| اليابان                                              | 1,873,219                                            |
| الولايات المتحدة                                     | 2,512,345                                            |
| أوروبا                                               | 2,307,658                                            |
| مناطق أخرى                                           | 2,041,270                                            |

في يناير 2013 أعلنت شركة سوني أنها بصدد بيع مبنى مقرها في الولايات المتحدة مقابل 1.1 مليار دولار لتحالف بقيادة المطور العقاري المعروف مجموعة شيتريت (بالإنجليزية: The Chetrit Group)‏.
في 28 يناير 2014 قامت خدمة المستثمرين من وكالة موديز بتخفيض التصنيف الائتماني لشركة سوني إلى Ba1 - «يُعتبر أن لديها عناصر مضاربة ومخاطر ائتمانية كبيرة» - قائلة إن «ربحية الشركة من المرجح أن تظل ضعيفة ومتقلبة».
في 6 فبراير 2014 أعلنت شركة سوني أنها ستقلص ما يصل حجمه إلى 5000 وظيفة لأنها تحاول بيع أعمال الكمبيوتر الشخصي والتركيز على الأجهزة المحمولة والأجهزة اللوحية.
في عام 2014  أغلقت سوني جنوب أفريقيا أقسام التلفزيون وهاي - فاي والكاميرا  بغرض إعادة النظر في نموذج التوزيع المحلي الخاص بها وعادت في عام 2017  بسبب التسهيلات المقدمة من قبل شركة بريميوم براند ديستريبيوترس (بالإنجليزية: Premium Brand Distributors)‏ (وهي شركة خاصة محدودة).
| إيرادات سوني حسب قطاعات السوق المختلفة | إيرادات سوني حسب قطاعات السوق المختلفة | إيرادات سوني حسب قطاعات السوق المختلفة | إيرادات سوني حسب قطاعات السوق المختلفة | إيرادات سوني حسب قطاعات السوق المختلفة |
| الشريحة                                | إيرادات السنة المالية 2017 (بملايين)   | السنة المالية 2018 (بملايين)           | التبدل                                 | نسبة المبيعات                          |
| -------------------------------------- | -------------------------------------- | -------------------------------------- | -------------------------------------- | -------------------------------------- |
| خدمات الألعاب والشبكات                 | 1,943,812                              | 2,310,872                              | 367,060                                | 22.8                                   |
| موسيقى                                 | 799,995                                | 807,489                                | 7,494                                  | 9.4                                    |
| الصور                                  | 1,011,067                              | 986,873                                | −24,194                                | 11.8                                   |
| الترفيه المنزلي والصوت                 | 1,222,733                              | 1,155,411                              | −67,322                                | 14.3                                   |
| منتجات وحلول التصوير                   | 655,892                                | 670,450                                | 14,558                                 | 7.7                                    |
| الاتصالات المتنقلة                     | 723,742                                | 498,000                                | −225,742                               | 8.5                                    |
| أشباه الموصلات                         | 726,892                                | 770,622                                | 43,730                                 | 8.5                                    |
| الخدمات المالية                        | 1,228,377                              | 1,282,539                              | 54,162                                 | 14.4                                   |
| كل الآخرين                             | 407,174                                | 345,737                                | 61,437                                 | 1.3                                    |
| مجموع                                  | 8,719,684                              | 8,827,993                              | 108,309                                |                                        |

في نوفمبر 2018 نشرت سوني تقرير أرباحها للربع الثاني يوضح أنها خسرت حوالي 480 مليون دولار أمريكي في قسم الهاتف المحمول مما أدى إلى جولة أخرى من تقليص حجم الوحدة بما في ذلك إغلاق مصنع وخفض حجم الوحدة إلى نصف قواها العاملة.

### السجل البيئي
في نوفمبر 2011 احتلت سوني المرتبة التاسعة (بالاشتراك مع باناسونيك) في دليل منظمة السلام الأخضر للإلكترونيات الصديقة للبيئة. يصنف هذا الرسم البياني شركات الإلكترونيات الكبرى على عملها البيئي. سجلت الشركة 3.6 / 10 وتكبدت نقطة جزاء للتعليقات التي أدلت بها ضد معايير كفاءة الطاقة في كاليفورنيا. كما أنها تخاطر بنقطة عقوبة إضافية في الإصدارات المستقبلية لكونها عضوًا في الاتحادات التجارية التي علقت ضد معايير كفاءة الطاقة. حصلت سوني جنبًا إلى جنب مع فيليبس على أعلى درجة لمناصرة سياسة الطاقة بعد دعوة الاتحاد الأوروبي إلى اعتماد هدف غير مشروط لخفض انبعاثات غازات الاحتباس الحراري بنسبة 30٪ بحلول عام 2020. في الوقت نفسه حصلت سوني على علامات كاملة لكفاءة منتجاتها. في يونيو 2007 احتلت سوني المرتبة 14 في دليل منظمة السلام الأخضر. تراجعت شركة سوني عن تصنيفها السابق في المرتبة 11 بسبب ادعاءات منظمة السلام الأخضر بأن شركة سوني لديها معايير مزدوجة في سياسات النفايات الخاصة بها.
اعتبارًا من مايو 2018 صنف دليل منظمة السلام الأخضرلعام 2017 المتعلق بالالكترونيات الأكثر خضرة شركة سوني في المرتبة المتوسطة تقريبًا بين الشركات المصنعة للإلكترونيات بدرجة D +.
منذ عام 1976 عقدت سوني مؤتمرًا بيئيًا. تتعامل سياسات سوني مع آثارها على الاحتباس الحراري والبيئة والموارد. إنها تتخذ خطوات لتقليل كمية غازات الدفيئة التي تطرحها وكذلك تنظيم المنتجات التي تحصل عليها من مورديهم في عملية تطلق عليها اسم "الشراء الأخضر". صرحت شركة سوني أنها قد وقعت على ما يقرب من 75 في المائة من مبنى سوني في نيويورك يعمل بالطاقة الكهربائية الحرارية الأرضية. يسمح "برنامج استعادة سوني لعملية إعادة التدوير" (بالإنجليزية: Sony Take Back Recycling Program)‏" للمستهلكين بإعادة تدوير المنتجات الإلكترونية التي يشترونها من سوني عن طريق نقلهم إلى نقاط التوصيل الخاصة بإعادة التدوير الالكترونية (بالإنجليزية: eCycle)‏ في جميع أنحاء الولايات المتحدة. كما طورت الشركة أيضًا بطارية حيوية تعمل على السكريات والكربوهيدرات والتي تعمل بشكل مشابه لطريقة عمل الكائنات الحية. هذه هي أقوى بطارية حيوية صغيرة حتى الآن.
في عام 2000 واجهت سوني انتقادات لوثيقة بعنوان «إستراتيجية المنظمات غير الحكومية» تم تسريبها للصحافة. تضمنت الوثيقة مراقبة الشركة لنشطاء بيئيين في محاولة لتخطيط كيفية مواجهة تحركاتهم. وذكر على وجه التحديد الجماعات البيئية التي كانت تحاول تمرير القوانين التي تحمل الشركات المنتجة للإلكترونيات مسؤولية تنظيف المواد الكيميائية السامة الموجودة في سلعها.

### المشاركة المجتمعية

#### مشروع آي سي
تشارك شركة سوني بنشاط في مشروع آي سي (بالإنجليزية: EYE SEE)‏ الذي تنفذه اليونيسف. نظم مشروع آي سي ورش عمل للتصوير الرقمي للأطفال في الأرجنتين وتونس ومالي وجنوب إفريقيا وإثيوبيا ومدغشقر ورواندا وليبيريا وباكستان.

#### مشروع المكتبة المتنقلة في جنوب إفريقيا
تساعد سوني مبادرة دعم التعليم الابتدائي في جنوب إفريقيا (بالإنجليزية: SAPESI)‏ من خلال التبرعات المالية والتبرعات بكتب الأطفال لمشروع المكتبة المتنقلة في جنوب إفريقيا.

#### مؤسسة سوني كندا الخيرية
مؤسسة سوني كندا الخيرية (بالإنجليزية: SCCF)‏ هي منظمة غير ربحية تدعم ثلاث جمعيات خيرية رئيسية وهي:
- حققي أمنية كندا (بالإنجليزية: Make-A-Wish Canada)‏
- الطريق الموحد لكندا (بالإنجليزية: United Way of Canada)‏
- وبرنامج يوم الأرض (بالإنجليزية: EarthDay)‏ وبرنامج أطفال البيئة (بالإنجليزية: ECOKIDS)‏.

#### مؤسسة سوني وبرنامج «أنت تستطيع»
بعد فيضانات كوينزلاند 2011 وحرائق الغابات الفيكتورية أصدرت شركة سوني للموسيقا ألبومات خصصتها لجمع الأموال والتي يعود ريعها لصالح مؤسسة سوني. إن برنامج "أنت تستطيع (بالإنجليزية: You Can)‏" هو برنامج خاص بسرطان الشباب تابع لمؤسسة سوني.

#### مشروع حشد مصادر أفكار الكوكب المفتوحة
أطلقت سوني مشروع حشد مصادر أفكار الكوكب المفتوحة (بالإنجليزية: Open Planet Ideas Crowdsourcing Project)‏ بالشراكة مع الصندوق العالمي للطبيعة ومجموعة التصميم آي دي إي أو.

#### مشروع استاد كرة القدم الشوارع
بمناسبة كأس العالم 2014 في البرازيل دخلت سوني في شراكة مع عالم كرة قدم الشوارع وأطلقت مشروع استاد كرة القدم الشوارع (بالإنجليزية: Street Football Stadium Project)‏ لدعم البرامج التعليمية القائمة على كرة القدم في المجتمعات المحلية عبر أمريكا اللاتينية والبرازيل. تم تطوير أكثر من 25 ملعبًا في الشوارع منذ بداية هذا المشروع.

#### صندوق الإغاثة العالمي من سوني لمكافحةجائحة فيروس كورونا كوفيد - تسعة عشر
خلال جائحة فيروس كورونا كوفيد - تسعة عشر أطلقت شركة سوني صندوق إغاثة يتماشى مع شركات الإعلام والتكنولوجيا الأخرى لمساعدة الأفراد العاملين في القطاعات الطبية والتعليمية والترفيهية.

## روابط خارجية
- الموقع الرسمي